# I liga argentyńska w piłce nożnej (1968)
W sezonie 1968 rozegrano dwa turnieje mistrzowskie – stołeczny Campeonato Metropolitano i ogólnokrajowy Campeonato Nacional.
Mistrzem Argentyny Metropolitano w sezonie 1968 został San Lorenzo de Almagro, a wicemistrzem Argentyny Metropolitano został klub Estudiantes La Plata.
Mistrzem Argentyny Nacional w sezonie 1968 został klub CA Vélez Sarsfield, a wicemistrzem Argentyny Nacional – klub River Plate.
Do Copa Libertadores 1969 zakwalifikowały się dwa kluby:
- CA Vélez Sarsfield (mistrz Argentyny Nacional)
- River Plate (wicemistrz Argentyny Nacional)

## Campeonato Metropolitano 1968
Mistrzem Argentyny Metropolitano w sezonie 1968 został klub San Lorenzo de Almagro, natomiast wicemistrzem Argentyny Metropolitano – Estudiantes La Plata. Do drugiej ligi po turnieju Reclasificatorio spadły dwa kluby – Ferro Carril Oeste i CA Tigre. Na ich miejsce z drugiej ligi awansowały Unión Santa Fe i Morón Buenos Aires.

### Kolejka 1
Grupa A
| Data         | Mecz |
| ------------ | --- |
| 1 marca 1968 | Boca Juniors – Newell’s Old Boys 0:3 Julio C. Fernández, Roque Avallay, Carlos de Castro Muñoz                                |
| 3 marca 1968 | Atlanta Buenos Aires – San Lorenzo de Almagro 1:5 Maurilio Alves de Souza - Rodolfo Fischer (3), Victorio Cocco (2)           |
| 3 marca 1968 | Estudiantes La Plata – CA Banfield 3:2 Jorge Masalis s, Juan R. Verón, Marcos Conigliaro - Galdino Luraschi, Rodolfo Blázquez |
| 3 marca 1968 | CA Platense – CA Colón 0:0 |
| 4 marca 1968 | Racing Club de Avellaneda – Club Atlético Lanús 1:0 Mario Chaldú                                                              |

Grupa B
| Data         | Mecz                                                                                              |
| ------------ | ------------------------------------------------------------------------------------------------- |
| 3 marca 1968 | Rosario Central – River Plate 0:1 Daniel Onega                                                    |
| 3 marca 1968 | CA Tigre – Argentinos Juniors 2:3 Roberto Parodi, Norberto Consistre - José Plá, Osvaldo Sosa (2) |
| 3 marca 1968 | Los Andes Buenos Aires – Gimnasia y Esgrima La Plata 2:0 Luis Abdenur, Aldo Villagra              |
| 3 marca 1968 | CA Argentino de Quilmes – Independiente 1:0 Juan J. Rodríguez                                     |
| 3 marca 1968 | CA Huracán – Chacarita Juniors 0:2 Oscar Amarilla (k), Ramón Vilanoba                             |

Mecz międzygrupowy A-B
| Data         | Mecz |
| ------------ | --- |
| 3 marca 1968 | CA Vélez Sarsfield – Ferro Carril Oeste 2:2 José L. Luna, Alberto Ríos - Rubén Bachini, Ricardo R. Pérez |

### Kolejka 2
Grupa A
| Data          | Mecz |
| ------------- | --- |
| 10 marca 1968 | San Lorenzo de Almagro – CA Platense 1:1 Rafael Albrecht (k) - Rafael Albrecht s                              |
| 10 marca 1968 | Newell’s Old Boys – Estudiantes La Plata 0:2 Eduardo Manera, Raúl Madero (k)                                  |
| 10 marca 1968 | CA Colón – Boca Juniors 1:2 Néstor Borgogno - Mario Pardo, Alfredo Rojas                                      |
| 10 marca 1968 | CA Banfield – Racing Club de Avellaneda 2:2 Carlos A. Bulla, Fernando Aréan - Juan C. Cárdenas, Juan C. Rulli |
| 10 marca 1968 | Club Atlético Lanús – Ferro Carril Oeste 1:1 Ramón Echenaussi - Raúl Noguera                                  |

Grupa B
| Data          | Mecz                                                                                            |
| ------------- | ----------------------------------------------------------------------------------------------- |
| 8 marca 1968  | Gimnasia y Esgrima La Plata – Rosario Central 0:1 Juan Masnik s                                 |
| 10 marca 1968 | Independiente – Los Andes Buenos Aires 3:0 Raúl Bernao, Luis Artime, Héctor Yazalde             |
| 10 marca 1968 | Vélez Sarsfield – CA Argentino de Quilmes 4:2 Alberto Ríos, Jorge O. Pérez (3) - Félix Leeb (2) |
| 10 marca 1968 | Argentinos Juniors – CA Huracán 0:0                                                             |
| 11 marca 1968 | River Plate – CA Tigre 1:1 Luis Cubilla - Roberto Parodi                                        |

Mecz międzygrupowy A-B
| Data          | Mecz                                                        |
| ------------- | ----------------------------------------------------------- |
| 10 marca 1968 | Atlanta Buenos Aires – Chacarita Juniors 0:1 Ramón Vilanoba |

### Kolejka 3
Grupa A
| Data          | Mecz |
| ------------- | --- |
| 17 marca 1968 | Boca Juniors – San Lorenzo de Almagro 1:2 Alberto González - Victorio Cocco, Rodolfo Fischer                                        |
| 17 marca 1968 | Racing Club de Avellaneda – Newell’s Old Boys 3:2 Humberto Maschio, Juan C. Cárdenas, Juan C. Díaz - Roberto Aguirre, Roque Avallay |
| 17 marca 1968 | CA Platense – Atlanta Buenos Aires 0:0                                                                                              |
| 17 marca 1968 | Ferro Carril Oeste – CA Banfield 2:1 Carlos A. Vidal, Reynaldo Aimonetti - Daniel Bayo                                              |
| 18 marca 1968 | Estudiantes La Plata – CA Colón 2:1 Juan V. Lezcano s, Carlos Bilardo - Carlos A. Colman                                            |

Grupa B
| Data          | Mecz |
| ------------- | --- |
| 17 marca 1968 | CA Huracán – River Plate 1:0 Sebastián Viberti                                                            |
| 17 marca 1968 | Chacarita Juniors – Argentinos Juniors 2:0 Ángel Marcos (k), Ramón Vilanoba                               |
| 17 marca 1968 | Rosario Central – Independiente 0:0                                                                       |
| 17 marca 1968 | CA Tigre – Gimnasia y Esgrima La Plata 1:1 Norberto Consistre - Edgar M. Giordano                         |
| 17 marca 1968 | Los Andes Buenos Aires – Vélez Sarsfield 1:3 Abel Da Graca - Alberto Ríos, Mario Nogara, José L. Luna (k) |

Mecz międzygrupowy A-B
| Data          | Mecz                                                                             |
| ------------- | -------------------------------------------------------------------------------- |
| 15 marca 1968 | CA Argentino de Quilmes – Club Atlético Lanús 1:1 Félix Leeb - Osvaldo Fernández |

### Kolejka 4
Grupa A
| Data          | Mecz                                                                      |
| ------------- | ------------------------------------------------------------------------- |
| 24 marca 1968 | San Lorenzo de Almagro – Estudiantes La Plata 0:0                         |
| 24 marca 1968 | Atlanta Buenos Aires – Boca Juniors 0:0                                   |
| 24 marca 1968 | CA Colón – Racing Club de Avellaneda 1:1 Norberto Menéndez - Alfio Basile |
| 24 marca 1968 | Newell’s Old Boys – Ferro Carril Oeste 1:0 Hernán Ramírez                 |
| 24 marca 1968 | CA Banfield – Club Atlético Lanús 2:0 Oscar Cáceres, Daniel Bayo          |

Grupa B
| Data          | Mecz |
| ------------- | --- |
| 22 marca 1968 | River Plate – Chacarita Juniors 5:0 Roberto Matosas (k), Jorge Solari, Daniel Onega, Miguel A. López, Ermindo Onega |
| 24 marca 1968 | Independiente – CA Tigre 1:0 José O. Pastoriza                                                                      |
| 24 marca 1968 | Vélez Sarsfield – Rosario Central 1:0 Jorge O. Pérez                                                                |
| 24 marca 1968 | CA Argentino de Quilmes – Los Andes Buenos Aires 0:1 Alfredo Obberti (k)                                            |
| 25 marca 1968 | Gimnasia y Esgrima La Plata – CA Huracán 1:2 Héctor Salvá (k) - Edemil Araquem de Melo, Roberto Di Plácido s        |

Mecz międzygrupowy A-B
| Data          | Mecz                                                                  |
| ------------- | --------------------------------------------------------------------- |
| 24 marca 1968 | CA Platense – Argentinos Juniors 1:1 Luis Medina - Héctor S. Catalano |

### Kolejka 5
Grupa A
| Data            | Mecz                                                                                              |
| --------------- | ------------------------------------------------------------------------------------------------- |
| 29 marca 1968   | Boca Juniors – CA Platense 2:0 Rubén Suñé (k), Antonio Rattín                                     |
| 31 marca 1968   | Racing Club de Avellaneda – San Lorenzo de Almagro 1:1 Mario Chaldú - Pedro González              |
| 31 marca 1968   | Estudiantes La Plata – Atlanta Buenos Aires 1:0 Eduardo Flores                                    |
| 31 marca 1968   | Club Atlético Lanús – Newell’s Old Boys 2:0 Juan C. Garmendia, Ángel Silva                        |
| 1 kwietnia 1968 | Ferro Carril Oeste – CA Colón 0:0 mecz rozegrany został na stadionie klubu San Lorenzo de Almagro |

Grupa B
| Data          | Mecz |
| ------------- | --- |
| 31 marca 1968 | CA Huracán – Independiente 2:1 Idalino Monges s, Tito Gómez - Roberto A. Tarabini                                               |
| 31 marca 1968 | CA Tigre – Vélez Sarsfield 1:1 Norberto Consistre - Mario Nogara                                                                |
| 31 marca 1968 | Chacarita Juniors – Gimnasia y Esgrima La Plata 2:0 Francisco Ferraro, Ángel Marcos (k)                                         |
| 31 marca 1968 | Argentinos Juniors – River Plate 2:0 José Plá, Héctor S. Catalano mecz rozegrany został na stadionie klubu Atlanta Buenos Aires |
| 31 marca 1968 | Rosario Central – CA Argentino de Quilmes 1:0 Roberto Gramajo                                                                   |

Mecz międzygrupowy A-B
| Data          | Mecz                                                                                   |
| ------------- | -------------------------------------------------------------------------------------- |
| 31 marca 1968 | Los Andes Buenos Aires – CA Banfield 2:1 Abel Da Graca, Aldo Villagra - Osvaldo Meites |

### Kolejka 6
Grupa A
| Data             | Mecz                                                                                                   |
| ---------------- | --- |
| 5 kwietnia 1968  | San Lorenzo de Almagro – Ferro Carril Oeste 5:0 Victorio Cocco, Pedro A. González (2), Rodolfo Fischer |
| 7 kwietnia 1968  | Atlanta Buenos Aires – Racing Club de Avellaneda 1:0 Jorge Domínguez                                   |
| 7 kwietnia 1968  | CA Colón – Club Atlético Lanús 0:2 Héctor Minitti, Ángel Silva                                         |
| 7 kwietnia 1968  | Newell’s Old Boys – CA Banfield 3:0 Roque Avallay (2), Heraldo Bezerra                                 |
| 11 kwietnia 1968 | CA Platense – Estudiantes La Plata 2:0 Luis Medina, Néstor Subiat                                      |

Grupa B
| Data            | Mecz |
| --------------- | --- |
| 7 kwietnia 1968 | Vélez Sarsfield – CA Huracán 2:1 Jorge O. Pérez, Daniel Willington (k) - Jorge H. Olmedo                     |
| 7 kwietnia 1968 | Gimnasia y Esgrima La Plata – Argentinos Juniors 1:0 Hugo Lóndero                                            |
| 7 kwietnia 1968 | Independiente – Chacarita Juniors 3:0 Ricardo E. Pavoni, José Urruzmendi, Héctor Yazalde                     |
| 7 kwietnia 1968 | CA Argentino de Quilmes – CA Tigre 1:0 Miguel A. Cottón                                                      |
| 8 kwietnia 1968 | Los Andes Buenos Aires – Rosario Central 0:0 mecz rozegrany został na stadionie klubu San Lorenzo de Almagro |

Mecz międzygrupowy A-B
| Data            | Mecz                                                              |
| --------------- | ----------------------------------------------------------------- |
| 7 kwietnia 1968 | Boca Juniors – River Plate 1:1 Martín Pardo - Roberto Matosas (k) |

### Kolejka 7
Grupa A
| Data             | Mecz                                                                           |
| ---------------- | ------------------------------------------------------------------------------ |
| 14 kwietnia 1968 | Club Atlético Lanús – San Lorenzo de Almagro 0:0                               |
| 14 kwietnia 1968 | Estudiantes La Plata – Boca Juniors 1:1 Carlos Zibecchi - Antonio Rattín       |
| 14 kwietnia 1968 | Ferro Carril Oeste – Atlanta Buenos Aires 1:1 Carlos A. Vidal - Oscar P. Gómez |
| 14 kwietnia 1968 | CA Banfield – CA Colón 2:0 Rubén Bertulessi (k), Miguel A. Converti (g)        |
| 15 kwietnia 1968 | Racing Club de Avellaneda – CA Platense 0:0                                    |

Grupa B
| Data             | Mecz |
| ---------------- | --- |
| 14 kwietnia 1968 | CA Huracán – CA Argentino de Quilmes 1:0 Miguel A. Loayza                                                                |
| 14 kwietnia 1968 | Chacarita Juniors – Vélez Sarsfield 1:2 Carlos M. García Cambón - Daniel Willington, Alberto Ríos                        |
| 14 kwietnia 1968 | Argentinos Juniors – Independiente 2:0 Jorge Coch (2, 1k) mecz rozegrany został na stadionie klubu Atlanta Buenos Aires  |
| 14 kwietnia 1968 | River Plate – Gimnasia y Esgrima La Plata 1:0 Jorge Solari                                                               |
| 14 kwietnia 1968 | CA Tigre – Los Andes Buenos Aires 2:3 Roberto Parodi, Julio Bordatto s - Rubén A. Zárate, Alfredo Obberti, Abel Da Graca |

Mecz międzygrupowy A-B
| Data             | Mecz                                                                          |
| ---------------- | ----------------------------------------------------------------------------- |
| 13 kwietnia 1968 | Rosario Central – Newell’s Old Boys 1:1 Jorge N. Miranda - Julio C. Fernández |

### Kolejka 8
Grupa A
| Data             | Mecz |
| ---------------- | --- |
| 21 kwietnia 1968 | CA Platense – Ferro Carril Oeste 1:1 Gualberto Muggione - Carlos A. Vidal                                                                |
| 21 kwietnia 1968 | Atlanta Buenos Aires – Club Atlético Lanús 2:0 Ernesto Mastrángelo (2)                                                                   |
| 21 kwietnia 1968 | CA Colón – Newell’s Old Boys 5:2 Agustín Balbuena, Ceballos (2), Néstor Borgogno, Alejo Medina - Carlos de Castro Muñoz, Roberto Aguirre |
| 22 kwietnia 1968 | San Lorenzo de Almagro – CA Banfield 3:0 Carlos Veglio, Rafael Albrecht (k), Roberto Telch                                               |
| 29 maja 1968     | Boca Juniors – Racing Club de Avellaneda 3:0 Jorge Fernández, Mario Pardo, Norberto Madurga                                              |

Grupa B
| Data             | Mecz |
| ---------------- | --- |
| 21 kwietnia 1968 | Los Andes Buenos Aires – CA Huracán 1:1 Alfredo Obberti - Edemil Araquem de Melo mecz rozegrany został na stadionie klubu CA Banfield |
| 21 kwietnia 1968 | Independiente – River Plate 1:2 Raúl Savoy - Daniel Onega, Oscar Más                                                                  |
| 21 kwietnia 1968 | Vélez Sarsfield – Argentinos Juniors 2:0 Mario Nogara, José L. Luna                                                                   |
| 21 kwietnia 1968 | CA Argentino de Quilmes – Chacarita Juniors 2:1 Oscar López, Miguel A. Basílico - Ángel Marcos                                        |
| 21 kwietnia 1968 | Rosario Central – CA Tigre 2:0 Hugo Mateos, Luis A. Giribet                                                                           |

Mecz międzygrupowy A-B
| Data         | Mecz |
| ------------ | --- |
| 30 maja 1968 | Estudiantes La Plata – Gimnasia y Esgrima La Plata 3:3 Carlos Pachamé, Eduardo Flores (2, 1k) - Hugo Lóndero, Jorge Castiglia (2, 2k) |

### Kolejka 9
Grupa A
| Data             | Mecz                                                                                         |
| ---------------- | -------------------------------------------------------------------------------------------- |
| 26 kwietnia 1968 | CA Banfield – Atlanta Buenos Aires 1:0 Oscar Cáceres                                         |
| 28 kwietnia 1968 | Newell’s Old Boys – San Lorenzo de Almagro 0:2 Carlos Veglio, Pedro A. González              |
| 28 kwietnia 1968 | Ferro Carril Oeste – Boca Juniors 0:1 Omar Larrosa                                           |
| 28 kwietnia 1968 | Club Atlético Lanús – CA Platense 2:1 Héctor Minitti, Porfirio Acosta - Luis Medina (k)      |
| 26 czerwca 1968  | Racing Club de Avellaneda – Estudiantes La Plata 1:1 Jaime Martinoli (k) - Marcos Conigliaro |

Grupa B
| Data             | Mecz |
| ---------------- | --- |
| 28 kwietnia 1968 | River Plate – Vélez Sarsfield 2:1 Daniel Onega, Oscar Más - Mario Nogara |
| 28 kwietnia 1968 | CA Huracán – Rosario Central 1:0 Edemil Araquem de Melo |
| 28 kwietnia 1968 | Argentinos Juniors – CA Argentino de Quilmes 2:0 Olindo Guzmán, José Plá |
| 28 kwietnia 1968 | Gimnasia y Esgrima La Plata – Independiente 0:5 Héctor Yazalde (2), Raúl Savoy (2), Roberto A. Tarabini                                                                      |
| 29 kwietnia 1968 | Chacarita Juniors – Los Andes Buenos Aires 3:1 Ángel H. Bargas, Oscar Amarilla, Ángel Marcos - Alfredo Obberti mecz rozegrany został na stadionie klubu Atlanta Buenos Aires |

Mecz międzygrupowy A-B
| Data             | Mecz                                      |
| ---------------- | ----------------------------------------- |
| 28 kwietnia 1968 | CA Tigre – CA Colón 1:0 Carlos L. Santana |

### Kolejka 10
Grupa A
| Data           | Mecz |
| -------------- | --- |
| 3 maja 1968    | San Lorenzo de Almagro – CA Colón 4:0 Rafael Albrecht, Rodolfo Fischer, Carlos Veglio, Miguel A. Tojo                      |
| 5 maja 1968    | Boca Juniors – Club Atlético Lanús 0:0                                                                                     |
| 5 maja 1968    | Atlanta Buenos Aires – Newell’s Old Boys 1:1 Benito Valencia - Julio C. Fernández                                          |
| 6 maja 1968    | CA Platense – CA Banfield 1:1 Néstor Subiat - Miguel A. Converti (g)                                                       |
| 6 czerwca 1968 | Estudiantes La Plata – Ferro Carril Oeste 4:1 Carlos Zibecchi, Eduardo Flores (2, 1k), Marcos Conigliaro - Carlos A. Vidal |

Grupa B
| Data        | Mecz                                                                                                   |
| ----------- | --- |
| 5 maja 1968 | CA Argentino de Quilmes – River Plate 1:2 Oscar López - Roberto Matosas, Ermindo Onega                 |
| 5 maja 1968 | Vélez Sarsfield – Gimnasia y Esgrima La Plata 2:0 Daniel Willington, Mario Nogara                      |
| 5 maja 1968 | Rosario Central – Chacarita Juniors 3:1 Luis A. Giribet, Roberto Gramajo, Aldo P. Poy - Oscar Amarilla |
| 5 maja 1968 | Los Andes Buenos Aires – Argentinos Juniors 1:1 Abel Da Graca - Alberto De Luca                        |
| 5 maja 1968 | CA Tigre – CA Huracán 1:0 Alfredo Colarte                                                              |

Mecz międzygrupowy A-B
| Data        | Mecz                                                           |
| ----------- | -------------------------------------------------------------- |
| 5 maja 1968 | Racing Club de Avellaneda – Independiente 1:0 Roberto Salomone |

### Kolejka 11
Grupa A
| Data          | Mecz |
| ------------- | --- |
| 12 maja 1968  | Ferro Carril Oeste – Racing Club de Avellaneda 1:1 Eduardo Collado (k) - Roberto Salomone                            |
| 12 maja 1968  | CA Banfield – Boca Juniors 0:0                                                                                       |
| 12 maja 1968  | Newell’s Old Boys – CA Platense 0:0                                                                                  |
| 12 maja 1968  | CA Colón – Atlanta Buenos Aires 3:3 Alejo Medina (2), Néstor Borgogno - Jorge Domínguez (2), Maurilio Alves de Souza |
| 24 lipca 1968 | Club Atlético Lanús – Estudiantes La Plata 1:0 Hugo Spadaro s                                                        |

Grupa B
| Data         | Mecz                                                                                        |
| ------------ | ------------------------------------------------------------------------------------------- |
| 10 maja 1968 | River Plate – Los Andes Buenos Aires 1:3 Ermindo Onega - Alfredo Obberti, Aldo Villagra (2) |
| 12 maja 1968 | Gimnasia y Esgrima La Plata – CA Argentino de Quilmes 1:1 Hugo Lóndero - Marcos Zarich      |
| 12 maja 1968 | Chacarita Juniors – CA Tigre 2:0 Jorge A. Gómez, Oscar Amarilla (k)                         |
| 12 maja 1968 | Argentinos Juniors – Rosario Central 1:3 José Plá - Alberto J. Gómez (2), Roberto Gramajo   |
| 13 maja 1968 | Independiente – Vélez Sarsfield 1:1 José Urruzmendi - Alberto Ríos                          |

Mecz międzygrupowy A-B
| Data         | Mecz                                    |
| ------------ | --------------------------------------- |
| 12 maja 1968 | CA Huracán – San Lorenzo de Almagro 0:0 |

### Kolejka 12
Grupa A
| Data         | Mecz |
| ------------ | --- |
| 19 maja 1968 | San Lorenzo de Almagro – Atlanta Buenos Aires 4:1 Rodolfo Fischer (2), Pedro A. González (2) - Ernesto Mastrágelo        |
| 19 maja 1968 | Club Atlético Lanús – Racing Club de Avellaneda 2:2 Ángel Silva, Juan J. De Mario (k) - Humberto Maschio, Norberto Raffo |
| 19 maja 1968 | CA Colón – CA Platense 2:0 Carlos Ferreyra, Néstor Borgogno                                                              |
| 20 maja 1968 | Newell’s Old Boys – Boca Juniors 0:0                                                                                     |
| 21 maja 1968 | CA Banfield – Estudiantes La Plata 2:1 Miguel A. Converti (g), Oscar Cáceres - Marcos Conigliaro                         |

Grupa B
| Data         | Mecz |
| ------------ | --- |
| 19 maja 1968 | Chacarita Juniors – CA Huracán 0:1 Miguel A. Loayza                                                         |
| 19 maja 1968 | River Plate – Rosario Central 0:0                                                                           |
| 19 maja 1968 | Argentinos Juniors – CA Tigre 3:0 Osvaldo Sosa (2), Héctor S. Catalano                                      |
| 19 maja 1968 | Gimnasia y Esgrima La Plata – Los Andes Buenos Aires 2:1 Juan C. Trebucq, Juan Masnik - Alfredo Obberti (k) |
| 19 maja 1968 | Independiente – CA Argentino de Quilmes 2:1 Raúl Savoy, Héctor Yazalde (k) - Oscar López                    |

Mecz międzygrupowy A-B
| Data         | Mecz                                                                             |
| ------------ | -------------------------------------------------------------------------------- |
| 19 maja 1968 | Ferro Carril Oeste – CA Vélez Sarsfield 1:1 Raúl Noguera - Daniel Willington (k) |

### Kolejka 13
Grupa A
| Data         | Mecz                                                                                        |
| ------------ | ------------------------------------------------------------------------------------------- |
| 26 maja 1968 | CA Platense – San Lorenzo de Almagro 1:2 Luis Medina (k) - Carlos Veglio, Pedro A. González |
| 26 maja 1968 | Boca Juniors – CA Colón 1:1 Rubén Suñé (k) - Carlos Ferreyra                                |
| 26 maja 1968 | Racing Club de Avellaneda – CA Banfield 1:1 Juan C. Cárdenas - Oscar Cáceres                |
| 26 maja 1968 | Estudiantes La Plata – Newell’s Old Boys 1:1 Marcos Conigliaro - Roque Avallay              |
| 26 maja 1968 | Ferro Carril Oeste – Club Atlético Lanús 0:2 Porfirio Acosta, Juan C. Garmendia             |

Grupa B
| Data         | Mecz |
| ------------ | --- |
| 24 maja 1968 | CA Argentino de Quilmes – Vélez Sarsfield 2:2 Juan J. Valiente (2, 1k) - Daniel Willington (k), Jorge O. Pérez                           |
| 26 maja 1968 | CA Tigre – River Plate 0:3 Ermindo Onega (2), Oscar Más                                                                                  |
| 26 maja 1968 | Los Andes Buenos Aires – Independiente 1:1 Emir Scianda - Raúl Savoy                                                                     |
| 26 maja 1968 | Rosario Central – Gimnasia y Esgrima La Plata 4:1 Aurelio Pascuttini (2, 2k), Alberto J. Gómez, Roberto A. Gramajo - Jorge Castiglia (k) |
| 27 maja 1968 | CA Huracán – Argentinos Juniors 1:1 Luis A. Vera Díaz - Alberto De Luca                                                                  |

Mecz międzygrupowy A-B
| Data         | Mecz                                                                                           |
| ------------ | ---------------------------------------------------------------------------------------------- |
| 26 maja 1968 | Chacarita Juniors – Atlanta Buenos Aires 2:1 Ángel Marcos, Francisco Ferraro - Benito Valencia |

### Kolejka 14
Grupa A
| Data           | Mecz |
| -------------- | --- |
| 2 czerwca 1968 | San Lorenzo de Almagro – Boca Juniors 2:0 Carlos Veglio (2)                                                                  |
| 2 czerwca 1968 | CA Colón – Estudiantes La Plata 2:1 Orlando Medina, Néstor Borgogno (k) - Juan V. Lezcano s                                  |
| 2 czerwca 1968 | Newell’s Old Boys – Racing Club de Avellaneda 4:0 Heraldo Bezerra, Hernán Ramírez (k), Carlos de Castro Muñoz, Roque Avallay |
| 2 czerwca 1968 | Atlanta Buenos Aires – CA Platense 2:1 Jorge Domínguez, Oscar P. Gómez - José M. Gatti                                       |
| 2 czerwca 1968 | CA Banfield – Ferro Carril Oeste 1:2 Osvaldo Meites - Raúl Noguera, Ricardo Tartaglia                                        |

Grupa B
| Data           | Mecz |
| -------------- | --- |
| 31 maja 1968   | Argentinos Juniors – Chacarita Juniors 0:1 Domingo Lejona mecz rozegrany został na stadionie klubu Atlanta Buenos Aires        |
| 2 czerwca 1968 | River Plate – CA Huracán 1:0 Roberto Zywica                                                                                    |
| 2 czerwca 1968 | Vélez Sarsfield – Los Andes Buenos Aires 3:0 José L. Luna, Jorge O. Pérez, Daniel Willington                                   |
| 2 czerwca 1968 | Gimnasia y Esgrima La Plata – CA Tigre 5:1 Hugo Lóndero (2), Juan C. Trebucq, Carlos Castillo, Héctor Pignani - Roberto Parodi |
| 3 czerwca 1968 | Independiente – Rosario Central 4:1 Osvaldo Mura, Héctor Yazalde (2, 1k), Raúl E. Bernao - Aurelio Pascuttini (k)              |

Mecz międzygrupowy A-B
| Data           | Mecz                                                               |
| -------------- | ------------------------------------------------------------------ |
| 2 czerwca 1968 | Club Atlético Lanús – CA Argentino de Quilmes 1:0 Juan J. De Mario |

### Kolejka 15
Grupa A
| Data            | Mecz                                                                         |
| --------------- | ---------------------------------------------------------------------------- |
| 7 czerwca 1968  | Racing Club de Avellaneda – CA Colón 1:0 Marcos Cominelli                    |
| 9 czerwca 1968  | Estudiantes La Plata – San Lorenzo de Almagro 0:1 Rafael Albrecht            |
| 9 czerwca 1968  | Club Atlético Lanús – CA Banfield 0:1 Carlos A. Bulla                        |
| 9 czerwca 1968  | Ferro Carril Oeste – Newell’s Old Boys 2:1 Rubén Bachini (2) - Roque Avallay |
| 10 czerwca 1968 | Boca Juniors – Atlanta Buenos Aires 0:0                                      |

Grupa B
| Data           | Mecz |
| -------------- | --- |
| 9 czerwca 1968 | Los Andes Buenos Aires – CA Argentino de Quilmes 3:1 Néstor Manfredi, Alfredo Obberti (2, 1k) - Miguel A. Cottón                      |
| 9 czerwca 1968 | CA Tigre – Independiente 1:2 Norberto Consistre - Raúl Savoy (2)                                                                      |
| 9 czerwca 1968 | CA Huracán – Gimnasia y Esgrima La Plata 8:0 Víctor Donato, Sebastián Viberti (2), Luis A. Vera Díaz, Jorge Olmedo (3), Edgardo Cantú |
| 9 czerwca 1968 | Rosario Central – Vélez Sarsfield 2:1 José Mesiano (2) - José Solórzano                                                               |
| 9 czerwca 1968 | Chacarita Juniors – River Plate 0:3 Daniel Onega (2), Ermindo Onega                                                                   |

Mecz międzygrupowy A-B
| Data           | Mecz                                             |
| -------------- | ------------------------------------------------ |
| 9 czerwca 1968 | Argentinos Juniors – CA Platense 1:0 José Malleo |

### Kolejka 16
Grupa A
| Data            | Mecz |
| --------------- | --- |
| 16 czerwca 1968 | San Lorenzo de Almagro – Racing Club de Avellaneda 3:0 Pedro A. González, Carlos Veglio (2) |
| 16 czerwca 1968 | CA Platense – Boca Juniors 0:0 |
| 16 czerwca 1968 | Atlanta Buenos Aires – Estudiantes La Plata 2:0 Carlos Maguna, Jorge Domínguez |
| 16 czerwca 1968 | Newell’s Old Boys – Club Atlético Lanús 0:1 walkower Hernán Ramírez (k), Julio C. Fernández mecz zakończony wynikiem 2:0 – zweryfikowany na walkower z powodu nielegalnego gracza (Mario Zanotti) w składzie drużyny Newell’s Old Boys |
| 16 czerwca 1968 | CA Colón – Ferro Carril Oeste 2:0 Néstor Borgogno, Carlos A. Colman |

Grupa B
| Data            | Mecz |
| --------------- | --- |
| 14 czerwca 1968 | Vélez Sarsfield – CA Tigre 0:0 według historiayfutbol mecz rozegrany został na boisku gospodarzy, natomiast według RSSSF mecz rozegrany został na stadionie klubu Atlanta Buenos Aires |
| 16 czerwca 1968 | CA Argentino de Quilmes – Rosario Central 3:2 Oscar López, Miguel A. Basílico, Roberto Santiago - Alberto J. Gómez, Roberto Gramajo                                                    |
| 16 czerwca 1968 | Gimnasia y Esgrima La Plata – Chacarita Juniors 1:4 José Masnik - Franco Frassoldati, Carlos M. García Cambón (2), Juan C. Montes                                                      |
| 16 czerwca 1968 | Independiente – CA Huracán 3:2 Héctor Yazalde (k), Osvaldo Mura, Raúl Savoy - Luis A. Vera Díaz, Edemil Araquem de Melo                                                                |
| 17 czerwca 1968 | River Plate – Argentinos Juniors 1:0 Ermindo Onega |

Mecz międzygrupowy A-B
| Data            | Mecz                                                                        |
| --------------- | --------------------------------------------------------------------------- |
| 16 czerwca 1968 | CA Banfield – Los Andes Buenos Aires 1:1 Joaquín Cazalbón - Alfredo Obberti |

### Kolejka 17
Grupa A
| Data            | Mecz |
| --------------- | --- |
| 21 czerwca 1968 | Estudiantes La Plata – CA Platense 6:1 Marcos Conigliaro (2), Juan R. Verón (2), Eduardo Flores, Fernando L. Lavezzi (k) - Alfredo Trimarchi |
| 23 czerwca 1968 | Ferro Carril Oeste – San Lorenzo de Almagro 0:3 Rodolfo Fischer (3)                                                                          |
| 23 czerwca 1968 | Racing Club de Avellaneda – Atlanta Buenos Aires 1:1 Héctor Zerrillo s - Jorge Domínguez                                                     |
| 23 czerwca 1968 | Club Atlético Lanús – CA Colón 1:0 Juan J. De Mario                                                                                          |
| 23 czerwca 1968 | CA Banfield – Newell’s Old Boys 0:0 |

Grupa B
| Data            | Mecz |
| --------------- | --- |
| 23 czerwca 1968 | Chacarita Juniors – Independiente 0:0                                                                                               |
| 23 czerwca 1968 | CA Huracán – Vélez Sarsfield 0:0 |
| 23 czerwca 1968 | Rosario Central – Los Andes Buenos Aires 1:0 Roberto Gramajo                                                                        |
| 23 czerwca 1968 | Argentinos Juniors – Gimnasia y Esgrima La Plata 1:1 Pedro Ornad - Héctor Pignani                                                   |
| 3 lipca 1968    | CA Tigre – CA Argentino de Quilmes 0:2 Andrés Bertolotti, Oscar López mecz rozegrany został na stadionie klubu Atlanta Buenos Aires |

Mecz międzygrupowy A-B
| Data            | Mecz                           |
| --------------- | ------------------------------ |
| 23 czerwca 1968 | River Plate – Boca Juniors 0:0 |

### Kolejka 18
Grupa A
| Data            | Mecz                                                                                     |
| --------------- | ---------------------------------------------------------------------------------------- |
| 30 czerwca 1968 | San Lorenzo de Almagro – Club Atlético Lanús 1:0 Carlos Veglio                           |
| 30 czerwca 1968 | Boca Juniors – Estudiantes La Plata 1:0 Rubén Suñé (k)                                   |
| 30 czerwca 1968 | CA Colón – CA Banfield 1:1 Néstor Borgogno - Fernando Parenti                            |
| 30 czerwca 1968 | CA Platense – Racing Club de Avellaneda 0:0                                              |
| 9 lipca 1968    | Atlanta Buenos Aires – Ferro Carril Oeste 1:1 Maurilio Alves de Souza - José B. Leonardi |

Grupa B
| Data            | Mecz                                                                                        |
| --------------- | ------------------------------------------------------------------------------------------- |
| 28 czerwca 1968 | Independiente – Argentinos Juniors 4:0 Héctor Yazalde, Roberto A. Tarabini (2), Raúl Savoy  |
| 30 czerwca 1968 | Gimnasia y Esgrima La Plata – River Plate 0:1 Daniel Onega                                  |
| 30 czerwca 1968 | Vélez Sarsfield – Chacarita Juniors 3:1 José L. Luna (2), Alberto Ríos - Franco Frassoldati |
| 30 czerwca 1968 | CA Argentino de Quilmes – CA Huracán 0:2 Luis A. Vera Díaz, Jorge Olmedo                    |
| 30 czerwca 1968 | Los Andes Buenos Aires – CA Tigre 4:0 Aldo Villagra, Omar Asencio, Alfredo Obberti (2, 1k)  |

Mecz międzygrupowy A-B
| Data            | Mecz                                                                          |
| --------------- | ----------------------------------------------------------------------------- |
| 30 czerwca 1968 | Newell’s Old Boys – Rosario Central 1:1 Julio C. Fernández (k) - José Mesiano |

### Kolejka 19
Grupa A
| Data         | Mecz |
| ------------ | --- |
| 5 lipca 1968 | Club Atlético Lanús – Atlanta Buenos Aires 1:0 Ángel Silva mecz rozegrany został na stadionie klubu CA Banfield |
| 7 lipca 1968 | CA Banfield – San Lorenzo de Almagro 1:2 Galdino Luraschi - Miguel A. Tojo (2)                                  |
| 7 lipca 1968 | Racing Club de Avellaneda – Boca Juniors 1:1 Alfio Basile - Ángel C. Rojas                                      |
| 7 lipca 1968 | Newell’s Old Boys – CA Colón 0:1 Jorge Sanitá                                                                   |
| 7 lipca 1968 | Ferro Carril Oeste – CA Platense 2:0 Ricardo Tartaglia, Miguel A. Vanucci                                       |

Grupa B
| Data         | Mecz |
| ------------ | --- |
| 7 lipca 1968 | River Plate – Independiente 1:0 Oscar Más mecz rozegrany został na stadionie klubu San Lorenzo de Almagro                                                                              |
| 7 lipca 1968 | Argentinos Juniors – Vélez Sarsfield 2:4 José Plá, Héctor S. Catalano - Jorge O. Pérez (2), José L. Luna, Carlos Bianchi mecz rozegrany został na stadionie klubu Atlanta Buenos Aires |
| 7 lipca 1968 | CA Tigre – Rosario Central 0:4 Aldo P. Poy, Roberto Gramajo, Ricardo Palma, Jorge N. Miranda                                                                                           |
| 7 lipca 1968 | CA Huracán – Los Andes Buenos Aires 1:0 Hugo Tedesco |
| 8 lipca 1968 | Chacarita Juniors – CA Argentino de Quilmes 1:2 Ángel Marcos (k) - Oscar López, Juan J. Rodríguez mecz rozegrany został na stadionie klubu Atlanta Buenos Aires                        |

Mecz międzygrupowy A-B
| Data         | Mecz |
| ------------ | --- |
| 7 lipca 1968 | Gimnasia y Esgrima La Plata – Estudiantes La Plata 1:6 Jorge Maldonado - Eduardo Flores (2), Juan Echecopar (2), Marcos Conigliaro, Néstor M. Segovia s |

### Kolejka 20
Grupa A
| Data          | Mecz |
| ------------- | --- |
| 14 lipca 1968 | Estudiantes La Plata – Racing Club de Avellaneda 1:1 Juan R. Verón - Rubén Díaz                         |
| 14 lipca 1968 | Boca Juniors – Ferro Carril Oeste 0:0                                                                   |
| 14 lipca 1968 | Atlanta Buenos Aires – CA Banfield 3:0 Rodolfo Vicente, Benito Valencia, Jorge Domínguez                |
| 14 lipca 1968 | CA Platense – Club Atlético Lanús 4:1 Luis Medina, Enrique Cavoli, Néstor Subiat (2) - Juan J. De Mario |
| 15 lipca 1968 | San Lorenzo de Almagro – Newell’s Old Boys 0:0                                                          |

Grupa B
| Data          | Mecz                                                                                              |
| ------------- | ------------------------------------------------------------------------------------------------- |
| 12 lipca 1968 | Independiente – Gimnasia y Esgrima La Plata 1:0 Raúl Bernao                                       |
| 14 lipca 1968 | Vélez Sarsfield – River Plate 1:1 Carlos Bianchi - Daniel Onega                                   |
| 14 lipca 1968 | Rosario Central – CA Huracán 3:1 Roberto Gramajo (2), Aurelio Pascuttini (k) - Miguel A. Brindisi |
| 14 lipca 1968 | CA Argentino de Quilmes – Argentinos Juniors 2:2 Félix Leeb, Oscar López - Osvaldo Sosa (2)       |
| 14 lipca 1968 | Los Andes Buenos Aires – Chacarita Juniors 1:1 Aldo Villagra - Horacio Neumann                    |

Mecz międzygrupowy A-B
| Data          | Mecz                                                                          |
| ------------- | ----------------------------------------------------------------------------- |
| 14 lipca 1968 | CA Colón – CA Tigre 4:0 Orlando Medina (2), Agustín Balbuena, Alberto Tardivo |

### Kolejka 21
Grupa A
| Data          | Mecz |
| ------------- | --- |
| 21 lipca 1968 | CA Colón – San Lorenzo de Almagro 1:1 Agustín Balbuena - Rodolfo Fischer                                                     |
| 21 lipca 1968 | Club Atlético Lanús – Boca Juniors 1:1 Juan J. De Mario - Ángel C. Rojas mecz rozegrany został na stadionie klubu CA Huracán |
| 21 lipca 1968 | Ferro Carril Oeste – Estudiantes La Plata 1:2 Raúl Noguera - Juan Echecopar, Juan R. Verón                                   |
| 21 lipca 1968 | Newell’s Old Boys – Atlanta Buenos Aires 1:0 Julio C. Fernández                                                              |
| 21 lipca 1968 | CA Banfield – CA Platense 0:0                                                                                                |

Grupa B
| Data          | Mecz |
| ------------- | --- |
| 19 lipca 1968 | CA Huracán – CA Tigre 2:0 Jorge Olmedo (2)                                                                     |
| 21 lipca 1968 | River Plate – CA Argentino de Quilmes 3:3 Oscar Más (3) - Oscar López, Félix Leeb, Juan J. Rodríguez           |
| 21 lipca 1968 | Chacarita Juniors – Rosario Central 0:0                                                                        |
| 21 lipca 1968 | Argentinos Juniors – Los Andes Buenos Aires 1:3 Jorge Coch (k) - Aldo Villagra, Alfredo Obberti, Raúl Salvio s |
| 22 lipca 1968 | Gimnasia y Esgrima La Plata – Vélez Sarsfield 0:3 Jorge O. Pérez (2), Alberto Ríos                             |

Mecz międzygrupowy A-B
| Data          | Mecz                                                                                                 |
| ------------- | --- |
| 21 lipca 1968 | Independiente – Racing Club de Avellaneda 2:2 Héctor Yazalde (2) - Roberto Salomone, Roberto Perfumo |

### Kolejka 22
Grupa A
| Data          | Mecz |
| ------------- | --- |
| 28 lipca 1968 | Boca Juniors – CA Banfield 0:3 Luis Maidana, Miguel Á. Converti (g) (2) |
| 28 lipca 1968 | Estudiantes La Plata – Club Atlético Lanús 4:2 Juan Echecopar, Eduardo Flores (3, 1k) - Juan J. De Mario (2, 1k)                                                                 |
| 28 lipca 1968 | Atlanta Buenos Aires – CA Colón 0:1 Carlos A. Colman |
| 28 lipca 1968 | Racing Club de Avellaneda – Ferro Carril Oeste 7:2 Jaime Martinoli (2), Miguel A. Mori, Rubén Díaz, Juan C. Cárdenas (2), Roberto Salomone - Reynaldo Aimonetti, Eduardo Collado |

Grupa B
| Data          | Mecz |
| ------------- | --- |
| 28 lipca 1968 | Vélez Sarsfield – Independiente 1:0 Roque Nieva                                                                             |
| 28 lipca 1968 | Los Andes Buenos Aires – River Plate 1:1 Alfredo Obberti (k) - Carlos M. Rodríguez                                          |
| 28 lipca 1968 | Rosario Central – Argentinos Juniors 0:0                                                                                    |
| 28 lipca 1968 | CA Argentino de Quilmes – Gimnasia y Esgrima La Plata 2:2 Marcos Zarich, Juan J. Rodríguez - Jorge Spedaletti, Walter Durso |
| 28 lipca 1968 | CA Tigre – Chacarita Juniors 1:3 Albino Valentini (k) - Leonardo Recúpero, Carlos M. García Cambón, Néstor Rambert (k)      |

Mecz międzygrupowy A-B
| Data          | Mecz |
| ------------- | --- |
| 27 lipca 1968 | San Lorenzo de Almagro – CA Huracán 2:2 Carlos Veglio, Pedro A. González - Hugo Tedesco, Antonio Rosl s |

### Tabele
| Poz | Klub                      | Mecze | Zw | Rem | Por | Pkt | BrZd | BrStr |
| --- | ------------------------- | ----- | -- | --- | --- | --- | ---- | ----- |
| 1   | San Lorenzo de Almagro    | 22    | 14 | 8   | 0   | 36  | 44   | 10    |
| 2   | Estudiantes La Plata      | 22    | 9  | 6   | 7   | 24  | 39   | 27    |
| 3   | Club Atlético Lanús       | 22    | 9  | 6   | 7   | 24  | 20   | 23    |
| 4   | Racing Club de Avellaneda | 22    | 5  | 13  | 4   | 23  | 28   | 29    |
| 5   | Boca Juniors              | 22    | 5  | 13  | 4   | 23  | 15   | 17    |
| 6   | CA Colón                  | 22    | 7  | 7   | 8   | 21  | 26   | 25    |
| 7   | Newell’s Old Boys         | 22    | 6  | 8   | 8   | 20  | 26   | 22    |
| 8   | CA Banfield               | 22    | 6  | 8   | 8   | 20  | 23   | 27    |
| 9   | Atlanta Buenos Aires      | 22    | 5  | 8   | 9   | 18  | 20   | 25    |
| 10  | Ferro Carril Oeste        | 22    | 4  | 9   | 9   | 17  | 20   | 38    |
| 11  | CA Platense               | 22    | 2  | 11  | 9   | 15  | 15   | 27    |
| *   | półfinał                  |       |    |     |     |     |      |       |
| *   | Nacional                  |       |    |     |     |     |      |       |
| *   | Promocional               |       |    |     |     |     |      |       |
| *   | Reclasificatorio          |       |    |     |     |     |      |       |

| Poz | Klub                        | Mecze | Zw | Rem | Por | Pkt | BrZd | BrStr |
| --- | --------------------------- | ----- | -- | --- | --- | --- | ---- | ----- |
| 1   | CA Vélez Sarsfield          | 22    | 12 | 8   | 2   | 32  | 40   | 20    |
| 2   | River Plate                 | 22    | 12 | 7   | 3   | 31  | 31   | 16    |
| 3   | Rosario Central             | 22    | 10 | 7   | 5   | 27  | 29   | 17    |
| 4   | CA Huracán                  | 22    | 10 | 6   | 6   | 26  | 29   | 18    |
| 5   | Independiente               | 22    | 10 | 5   | 7   | 25  | 34   | 19    |
| 6   | Los Andes Buenos Aires      | 22    | 8  | 7   | 7   | 23  | 30   | 28    |
| 7   | Chacarita Juniors           | 22    | 10 | 3   | 9   | 23  | 28   | 29    |
| 8   | Argentinos Juniors          | 22    | 6  | 7   | 9   | 19  | 23   | 29    |
| 9   | CA Argentino de Quilmes     | 22    | 6  | 6   | 10  | 18  | 27   | 34    |
| 10  | Gimnasia y Esgrima La Plata | 22    | 3  | 5   | 14  | 11  | 20   | 52    |
| 11  | CA Tigre                    | 22    | 2  | 4   | 16  | 8   | 12   | 47    |
| *   | półfinał                    |       |    |     |     |     |      |       |
| *   | Nacional                    |       |    |     |     |     |      |       |
| *   | Promocional                 |       |    |     |     |     |      |       |
| *   | Reclasificatorio            |       |    |     |     |     |      |       |

### 1/2 finału
| Data            | Mecz |
| --------------- | --- |
| 31 lipca 1968   | San Lorenzo de Almagro – River Plate 3:1 Pedro González, Victorio Cocco, Carlos Veglio - Ermindo Onega mecz rozegrany został na stadionie klubu Racing |
| 1 sierpnia 1968 | CA Vélez Sarsfield – Estudiantes La Plata 0:1 Juan R. Verón mecz rozegrany został na stadionie klubu Racing                                            |

### Finał
| Data            | Mecz |
| --------------- | --- |
| 4 sierpnia 1968 | San Lorenzo de Almagro – Estudiantes La Plata 2:1 (1:1, 0:0) mecz rozegrany został na stadionie klubu River Plate Widzowie: 47 347 Sędzia: Miguel Ángel Francisco Comesańa. Bramki: 0:1 Juan Ramón Verón 47, 1:1 Carlos José Veglio 67, 2:1 Rodolfo José Fischer 100 Club Atlético San Lorenzo de Almagro: Carlos Adolfo Buttice – Oscar Osvaldo Calics, Antonio Rosl, Sergio Bismark Villar, Victorio Nicolás Cocco, Rafael José Albrecht, Pedro Alexis González, Alberto Rendo, Rodolfo José Fischer, Roberto Telch, Carlos José Veglio. Club Estudiantes de La Plata: Alberto José Poletti – Néstor Togneri, José Hugo Medina, Oscar Miguel Malbernat, Carlos Oscar Pachamé, Raúl Horacio Madero, Juan Miguel Echecopar, Carlos Salvador Bilardo, Marcos Norberto Conigliario, Eduardo Raúl Flores, Juan Ramón Verón. |

Mistrzem Argentyny Metropolitano w roku 1968 został klub San Lorenzo de Almagro.

### Klasyfikacja strzelców bramek Metropolitano 1968
| Gole | Piłkarz         | Klub                   |
| ---- | --------------- | ---------------------- |
| 13   | Alfredo Obberti | Los Andes Buenos Aires |
| 12   | Rodolfo Fischer | San Lorenzo de Almagro |
| 11   | Eduardo Flores  | Estudiantes La Plata   |
| 11   | Jorge Pérez     | CA Vélez Sarsfield     |
| 11   | Héctor Yazalde  | Independiente          |

### Reclasificatorio 1
| Data            | Mecz |
| --------------- | --- |
| 2 sierpnia 1968 | Atlanta Buenos Aires – Ferro Carril Oeste 2:0 mecz rozegrany został na stadionie klubu Racing Club de Avellaneda                          |
| 3 sierpnia 1968 | Morón Buenos Aires – Nueva Chicago Buenos Aires 0:0                                                                                       |
| 3 sierpnia 1968 | CA Tigre – CA Platense 1:1 |
| 3 sierpnia 1968 | Almagro Buenos Aires – Unión Santa Fe 1:1 Carlos Machao - Orlando Ruiz mecz rozegrany został na stadionie klubu Racing Club de Avellaneda |
| 5 sierpnia 1968 | Gimnasia y Esgrima La Plata – CA Argentino de Quilmes 2:0 Juan C. Trebucq (2)                                                             |

### Reclasificatorio 2
| Data             | Mecz |
| ---------------- | --- |
| 9 sierpnia 1968  | CA Platense – Gimnasia y Esgrima La Plata 0:1 mecz rozegrany został na stadionie klubu Racing                             |
| 10 sierpnia 1968 | Almagro Buenos Aires – Nueva Chicago Buenos Aires 0:2                                                                     |
| 10 sierpnia 1968 | Ferro Carril Oeste – Unión Santa Fe 6:0 Carlos A. Vidal (2), Moyano, Rubén Bachini, Ricardo Tartaglia, Reynaldo Aimonetti |
| 10 sierpnia 1968 | CA Tigre – Morón Buenos Aires 1:2                                                                                         |
| 12 sierpnia 1968 | CA Argentino de Quilmes – Atlanta Buenos Aires 1:2 Marcos Zarich - Jorge Domínguez, Donoso Domínguez                      |

### Reclasificatorio 3
| Data             | Mecz                                                                                   |
| ---------------- | -------------------------------------------------------------------------------------- |
| 16 sierpnia 1968 | Atlanta Buenos Aires – CA Platense 0:0 mecz rozegrany został na stadionie klubu Racing |
| 17 sierpnia 1968 | Morón Buenos Aires – Almagro Buenos Aires 2:1                                          |
| 17 sierpnia 1968 | Nueva Chicago Buenos Aires – Ferro Carril Oeste 3:0                                    |
| 18 sierpnia 1968 | Unión Santa Fe – CA Argentino de Quilmes 1:1 Néstor Scotta - Roberto Santiago          |
| 19 sierpnia 1968 | Gimnasia y Esgrima La Plata – CA Tigre 1:0 Juan Masnik                                 |

### Reclasificatorio 4
| Data             | Mecz                                                                                        |
| ---------------- | ------------------------------------------------------------------------------------------- |
| 23 sierpnia 1968 | CA Tigre – Atlanta Buenos Aires 0:2 mecz rozegrany został na stadionie klubu Racing         |
| 24 sierpnia 1968 | Ferro Carril Oeste – Almagro Buenos Aires 0:1                                               |
| 24 sierpnia 1968 | Gimnasia y Esgrima La Plata – Morón Buenos Aires 2:0                                        |
| 24 sierpnia 1968 | CA Platense – Unión Santa Fe 5:1                                                            |
| 24 sierpnia 1968 | CA Argentino de Quilmes – Nueva Chicago Buenos Aires 4:0 Andrés Bertolotti, Oscar López (3) |

### Reclasificatorio 5
| Data            | Mecz |
| --------------- | --- |
| 1 września 1968 | Almagro Buenos Aires – CA Argentino de Quilmes 2:2 Ramiro Pérez, Carlos Machao - Miguel A. Benito, Félix Leeb |
| 1 września 1968 | Morón Buenos Aires – Ferro Carril Oeste 0:0                                                                   |
| 1 września 1968 | Nueva Chicago Buenos Aires – CA Platense 1:2 Antonio Alcíbar - Néstor Subiat (2)                              |
| 1 września 1968 | Unión Santa Fe – CA Tigre 2:1 Héctor Vitale (2) - Carlos L. Santana                                           |
| 2 września 1968 | Atlanta Buenos Aires – Gimnasia y Esgrima La Plata 1:0 Benito Valencia                                        |

### Reclasificatorio 6
| Data            | Mecz                                                                                 |
| --------------- | ------------------------------------------------------------------------------------ |
| 7 września 1968 | Atlanta Buenos Aires – Morón Buenos Aires 1:0                                        |
| 7 września 1968 | CA Platense – Almagro Buenos Aires 4:3                                               |
| 7 września 1968 | CA Argentino de Quilmes – Ferro Carril Oeste 1:1 Miguel A. Sernia - Ricardo R. Pérez |
| 7 września 1968 | CA Tigre – Nueva Chicago Buenos Aires 3:1                                            |
| 8 września 1968 | Gimnasia y Esgrima La Plata – Unión Santa Fe 1:1 Juan C. Trebucq - Inocencio Dusso   |

### Reclasificatorio 7
| Data             | Mecz |
| ---------------- | --- |
| 14 września 1968 | Almagro Buenos Aires – CA Tigre 2:2                                                                          |
| 14 września 1968 | Morón Buenos Aires – CA Argentino de Quilmes 0:2 Oscar López, Miguel A. Benito                               |
| 14 września 1968 | Ferro Carril Oeste – CA Platense 1:1 mecz rozegrany został na stadionie klubu Banfield                       |
| 14 września 1968 | Nueva Chicago Buenos Aires – Gimnasia y Esgrima La Plata 1:1                                                 |
| 15 września 1968 | Unión Santa Fe – Atlanta Buenos Aires 3:1 Orlando Ruiz, Mario Zanabria, Inocencio Dusso - Miguel A. Raimondo |

### Reclasificatorio 8
| Data             | Mecz                                                                                |
| ---------------- | ----------------------------------------------------------------------------------- |
| 21 września 1968 | Atlanta Buenos Aires – Nueva Chicago Buenos Aires 1:1                               |
| 21 września 1968 | CA Platense – CA Argentino de Quilmes 1:1 Juan C. Piris (k) - Andrés Bertolotti (k) |
| 21 września 1968 | CA Tigre – Ferro Carril Oeste 0:0 mecz rozegrany został na stadionie klubu Racing   |
| 21 września 1968 | Unión Santa Fe – Morón Buenos Aires 1:1                                             |
| 22 września 1968 | Gimnasia y Esgrima La Plata – Almagro Buenos Aires 3:1                              |

### Reclasificatorio 9
| Data             | Mecz                                                 |
| ---------------- | ---------------------------------------------------- |
| 28 września 1968 | Almagro Buenos Aires – Atlanta Buenos Aires 0:0      |
| 28 września 1968 | Morón Buenos Aires – CA Platense 6:1                 |
| 28 września 1968 | Ferro Carril Oeste – Gimnasia y Esgrima La Plata 1:0 |
| 28 września 1968 | Nueva Chicago Buenos Aires – Unión Santa Fe 3:0      |
| 28 września 1968 | CA Argentino de Quilmes – CA Tigre 0:0               |

### Reclasificatorio 10
| Data                 | Mecz |
| -------------------- | --- |
| 12 października 1968 | Ferro Carril Oeste – Atlanta Buenos Aires 0:0                                                                                   |
| 12 października 1968 | Nueva Chicago Buenos Aires – Morón Buenos Aires 1:1 Antonio Alcíbar - Juan C. González                                          |
| 12 października 1968 | CA Platense – CA Tigre 2:2 Enrique Cavoli, Néstor Subiat - Carlos L. Santana, Alberto Córdoba                                   |
| 12 października 1968 | CA Argentino de Quilmes – Gimnasia y Esgrima La Plata 0:0                                                                       |
| 13 października 1968 | Almagro Buenos Aires – Unión Santa Fe 1:1 Pedro Medina - Mario Zanabria mecz rozegrany został na stadionie klubu Unión Santa Fe |

### Reclasificatorio 11
| Data                 | Mecz                                                                    |
| -------------------- | ----------------------------------------------------------------------- |
| 19 października 1968 | Atlanta Buenos Aires – CA Argentino de Quilmes 0:2 Miguel A. Benito (2) |
| 19 października 1968 | Morón Buenos Aires – CA Tigre 0:0                                       |
| 19 października 1968 | Nueva Chicago Buenos Aires – Almagro Buenos Aires 2:1                   |
| 20 października 1968 | Gimnasia y Esgrima La Plata – CA Platense 2:1                           |
| 20 października 1968 | Unión Santa Fe – Ferro Carril Oeste 1:0 Orlando Ruiz                    |

### Reclasificatorio 12
| Data                 | Mecz |
| -------------------- | --- |
| 26 października 1968 | Almagro Buenos Aires – Morón Buenos Aires 1:3 Pedro Medina - Oscar T. López, Roberto O. López, Juan C. González |
| 26 października 1968 | Ferro Carril Oeste – Nueva Chicago Buenos Aires 1:0 Reynaldo Aimonetti                                          |
| 26 października 1968 | CA Platense – Atlanta Buenos Aires 0:0                                                                          |
| 26 października 1968 | CA Argentino de Quilmes – Unión Santa Fe 0:0                                                                    |
| 27 października 1968 | CA Tigre – Gimnasia y Esgrima La Plata 1:1                                                                      |

### Reclasificatorio 13
| Data             | Mecz |
| ---------------- | --- |
| 2 listopada 1968 | Atlanta Buenos Aires – CA Tigre 5:1 Miguel A. Raimondo, Rodolfo Vicente, Jorge Domínguez, Jorge Domínguez, Héctor Zerrillo - Nelson Silva Pacheco |
| 2 listopada 1968 | Almagro Buenos Aires – Ferro Carril Oeste 2:2 Delio Onnis (k), José Solari - Rubén Bachini, Miguel A. Vanucci                                     |
| 2 listopada 1968 | Morón Buenos Aires – Gimnasia y Esgrima La Plata 1:0 Luis Gigliani                                                                                |
| 2 listopada 1968 | Nueva Chicago Buenos Aires – CA Argentino de Quilmes 0:2 Miguel A. Benito, Félix Leeb                                                             |
| 2 listopada 1968 | Unión Santa Fe – CA Platense 0:0 |

### Reclasificatorio 14
| Data             | Mecz |
| ---------------- | --- |
| 9 listopada 1968 | Ferro Carril Oeste – Morón Buenos Aires 0:0                                                                |
| 9 listopada 1968 | Gimnasia y Esgrima La Plata – Atlanta Buenos Aires 3:0                                                     |
| 9 listopada 1968 | CA Platense – Nueva Chicago Buenos Aires 1:0                                                               |
| 9 listopada 1968 | CA Argentino de Quilmes – Almagro Buenos Aires 3:1 Oscar López, Miguel A. Benito, Félix Leeb - Delio Onnis |
| 9 listopada 1968 | CA Tigre – Unión Santa Fe 0:0                                                                              |

### Reclasificatorio 15
| Data              | Mecz |
| ----------------- | --- |
| 16 listopada 1968 | Almagro Buenos Aires – CA Platense 0:3 |
| 16 listopada 1968 | Morón Buenos Aires – Atlanta Buenos Aires 1:1                                                                                             |
| 16 listopada 1968 | Ferro Carril Oeste – CA Argentino de Quilmes 1:4 Reynaldo Aimonetti - Ricardo Tartaglia s, Miguel A. Benito, Félix Leeb, Roberto Santiago |
| 16 listopada 1968 | Nueva Chicago Buenos Aires – CA Tigre 0:0                                                                                                 |
| 16 listopada 1968 | Unión Santa Fe – Gimnasia y Esgrima La Plata 4:0                                                                                          |

### Reclasificatorio 16
| Data              | Mecz                                                         |
| ----------------- | ------------------------------------------------------------ |
| 23 listopada 1968 | Atlanta Buenos Aires – Unión Santa Fe 0:0                    |
| 23 listopada 1968 | Gimnasia y Esgrima La Plata – Nueva Chicago Buenos Aires 3:0 |
| 23 listopada 1968 | CA Platense – Ferro Carril Oeste 0:1                         |
| 23 listopada 1968 | CA Argentino de Quilmes – Morón Buenos Aires 0:0             |
| 23 listopada 1968 | CA Tigre – Almagro Buenos Aires 0:3                          |

### Reclasificatorio 17
| Data              | Mecz                                                                                              |
| ----------------- | ------------------------------------------------------------------------------------------------- |
| 30 listopada 1968 | Almagro Buenos Aires – Gimnasia y Esgrima La Plata 2:1 Delio Onnis, José Solari - Jorge Castiglia |
| 30 listopada 1968 | Morón Buenos Aires – Unión Santa Fe 0:0                                                           |
| 30 listopada 1968 | Ferro Carril Oeste – CA Tigre 1:1 Ricardo R. Pérez - Alberto Córdoba                              |
| 30 listopada 1968 | Nueva Chicago Buenos Aires – Atlanta Buenos Aires 0:0                                             |
| 30 listopada 1968 | CA Argentino de Quilmes – CA Platense 0:0                                                         |

### Reclasificatorio 18
| Data           | Mecz |
| -------------- | --- |
| 7 grudnia 1968 | Atlanta Buenos Aires – Almagro Buenos Aires 2:0 |
| 7 grudnia 1968 | Gimnasia y Esgrima La Plata – Ferro Carril Oeste 2:2 |
| 7 grudnia 1968 | CA Platense – Morón Buenos Aires 2:1 |
| 7 grudnia 1968 | CA Tigre – CA Argentino de Quilmes 0:2 Miguel A. Benito, Oscar López według historiayfutbol mecz rozegrany został na stadionie klubu Tigre, natomiast według RSSSF mecz rozegrany został na stadionie klubu Racing |
| 7 grudnia 1968 | Unión Santa Fe – Nueva Chicago Buenos Aires 3:0 Hugo Figueroa (2, 2k), Héctor Vitale |

### Tabela końcowa Reclasificatorio
| Poz | Klub                        | Mecze | Zw | Rem | Por | Pkt | BrZd | BrStr |
| --- | --------------------------- | ----- | -- | --- | --- | --- | ---- | ----- |
| 1   | CA Argentino de Quilmes     | 18    | 7  | 9   | 2   | 23  | 25   | 11    |
| 2   | Atlanta Buenos Aires        | 18    | 7  | 8   | 3   | 22  | 18   | 12    |
| 3   | Gimnasia y Esgrima La Plata | 18    | 8  | 5   | 5   | 21  | 23   | 16    |
| 4   | CA Platense                 | 18    | 6  | 8   | 4   | 20  | 24   | 21    |
| 5   | Unión Santa Fe              | 18    | 5  | 10  | 3   | 20  | 19   | 21    |
| 6   | Morón Buenos Aires          | 18    | 5  | 9   | 4   | 19  | 18   | 14    |
| 7   | Ferro Carril Oeste          | 18    | 4  | 9   | 5   | 17  | 17   | 18    |
| 8   | Nueva Chicago Buenos Aires  | 18    | 4  | 6   | 8   | 14  | 15   | 23    |
| 9   | Almagro Buenos Aires        | 18    | 3  | 6   | 9   | 12  | 22   | 33    |
| 10  | CA Tigre                    | 18    | 1  | 10  | 7   | 12  | 13   | 25    |

Do drugiej ligi spadły Ferro Carril Oeste i CA Tigre, a na ich miejsce awansowały Unión Santa Fe i Morón Buenos Aires.

## Campeonato Nacional 1968
W Campeonato Nacional wzięło udział 16 klubów – 12 klubów biorących udział w mistrzostwach Metropolitano oraz 4 kluby z prowincji. Prowincjonalna czwórka została wyłoniona podczas rozgrywek klasyfikacyjnych klubów które wygrały swoje ligi prowincjonalne w roku 1967. W sezonie 1968 w mistrzostwach Nacional z regionu stołecznego Metropolitano wzięło udział dwanaście najlepszych klubów w tabeli końcowej Campeonato Metropolitano: Boca Juniors, CA Colón, Estudiantes La Plata, CA Huracán, Independiente, Club Atlético Lanús, Los Andes Buenos Aires, Racing Club de Avellaneda, River Plate, Rosario Central, San Lorenzo de Almagro, CA Vélez Sarsfield
Do pierwszej ligi mistrzostw Nacional w sezonie 1968 zakwalifikowały się następujące kluby z prowincji: Belgrano Córdoba, Huracán Bahía Blanca, Independiente Rivadavia Mendoza, San Martín Tucumán
W mistrzostwach Nacional 16 uczestników rozegrało mecze systemem każdy z każdym, ale bez rewanżów. Klub, który zajął pierwsze miejsce w tabeli zdobył tytuł mistrza Argentyny Nacional. Drugi w tabeli został wicemistrzem Argentyny Nacional. O kolejności w tabeli decydowała liczba punktów – jednakowa liczba punktów wymagała meczu barażowego. Ponieważ aż trzy pierwsze kluby zdobyły identyczną liczbę punktów, rozegrano turniej barażowy, który ustalił kolejność pierwszej trójki mistrzostwa Argentyny Nacional.

### Kolejka 1
| Data             | Mecz |
| ---------------- | --- |
| 6 września 1968  | Estudiantes La Plata – Independiente Rivadavia Mendoza 1:0 Enzo Acosta s                                  |
| 8 września 1968  | Belgrano Córdoba – Club Atlético Lanús 0:0                                                                |
| 8 września 1968  | San Lorenzo de Almagro – Boca Juniors 0:1 Miguel Nicolau                                                  |
| 8 września 1968  | San Martín Tucumán – CA Vélez Sarsfield 1:3 Segundo Corvalán - Carlos Bianchi (2), Alberto Ríos           |
| 8 września 1968  | Los Andes Buenos Aires – Huracán Bahía Blanca 5:0 Aldo Villagra, Néstor Manfredi (2), Alfredo Obberti (2) |
| 8 września 1968  | River Plate – Independiente 1:0 Carlos M. Rodríguez                                                       |
| 9 września 1968  | Racing Club de Avellaneda – Rosario Central 1:0 Rubén Díaz                                                |
| 11 września 1968 | CA Colón – CA Huracán 2:0 Néstor Borgogno, Orlando Medina                                                 |

### Kolejka 2
| Data             | Mecz |
| ---------------- | --- |
| 13 września 1968 | Rosario Central – San Lorenzo de Almagro 2:0 Roberto Gramajo, Carlos Griguol                                                                                        |
| 15 września 1968 | Boca Juniors – Racing Club de Avellaneda 0:0 |
| 15 września 1968 | CA Huracán – River Plate 1:1 Jorge Olmedo - Ermindo Onega |
| 15 września 1968 | CA Vélez Sarsfield – Belgrano Córdoba 3:1 Juan C. Carone (2), Carlos Bianchi - Juan C. Mamelli                                                                      |
| 15 września 1968 | Huracán Bahía Blanca – Estudiantes La Plata 1:0 Ricardo Ferlich mecz rozegrany został na stadionie klubu Olimpo Bahía Blanca                                        |
| 15 września 1968 | Club Atlético Lanús – San Martín Tucumán 1:1 Bernardo Acosta - José Meija                                                                                           |
| 15 września 1968 | Independiente Rivadavia Mendoza – Los Andes Buenos Aires 0:0 |
| 16 września 1968 | Independiente – CA Colón 2:2 Roberto A. Tarabini, Héctor Yazalde - Alberto Tardivo, Juan Ceballo mecz rozegrany został na stadionie klubu Racing Club de Avellaneda |

### Kolejka 3
| Data             | Mecz |
| ---------------- | --- |
| 22 września 1968 | Racing Club de Avellaneda – Club Atlético Lanús 3:2 Juan C. Rulli, Roberto Salomone, Alfio Basile - Roberto Perfumo s, Porfirio Acosta |
| 22 września 1968 | River Plate – Independiente Rivadavia Mendoza 7:0 Ermindo Onega, Oscar Más (2), Jorge Recio (2), Jorge Solari, Daniel Onega            |
| 22 września 1968 | San Martín Tucumán – Boca Juniors 1:0 Juan A. Ferreyra                                                                                 |
| 22 września 1968 | Los Andes Buenos Aires – CA Huracán 1:0 Alfredo Obberti                                                                                |
| 22 września 1968 | CA Colón – Huracán Bahía Blanca 3:0 Agustín Balbuena, Orlando Medina, Néstor Borgogno                                                  |
| 22 września 1968 | Belgrano Córdoba – Rosario Central 1:1 Omar Dalombo - Aldo P. Poy                                                                      |
| 23 września 1968 | San Lorenzo de Almagro – CA Vélez Sarsfield 2:1 Rodolfo Fischer, Héctor Veira - Daniel Willington (k)                                  |
| 7 listopada 1968 | Estudiantes La Plata – Independiente 2:1 Raúl Madero, Eduardo Manera - Héctor Yazalde                                                  |

### Kolejka 4
| Data             | Mecz |
| ---------------- | --- |
| 29 września 1968 | CA Vélez Sarsfield – Racing Club de Avellaneda 1:1 Mario Nogara - Rubén Díaz |
| 29 września 1968 | Club Atlético Lanús – San Lorenzo de Almagro 2:2 Ángel Silva, Oscar Calics s - Rodolfo Fischer (2)                                                                                      |
| 29 września 1968 | Independiente – Los Andes Buenos Aires 4:1 José O. Pastoriza, Roberto A. Tarabini, Héctor Yazalde, ? - Aldo Villagra mecz rozegrany został na stadionie klubu Racing Club de Avellaneda |
| 29 września 1968 | Boca Juniors – Belgrano Córdoba 3:1 Ángel C. Rojas (2), Oscar Pianetti - José O. Reinaldi                                                                                               |
| 29 września 1968 | Rosario Central – San Martín Tucumán 2:0 Aurelio Pascuttini, Enzo Gennoni |
| 29 września 1968 | Huracán Bahía Blanca – River Plate 1:3 Roberto Guinder - Daniel Onega, Ermindo Onega, Luis Cubilla mecz rozegrany został na stadionie klubu Olimpo Bahía Blanca                         |
| 29 września 1968 | Independiente Rivadavia Mendoza – CA Colón 1:1 Mario Herrera - Alberto Tardivo |
| 30 września 1968 | CA Huracán – Estudiantes La Plata 1:0 Edemil Araquem de Melo mecz rozegrany został na stadionie klubu San Lorenzo de Almagro                                                            |

### Kolejka 5
| Data                | Mecz |
| ------------------- | --- |
| 6 października 1968 | Racing Club de Avellaneda – Independiente 4:1 Roberto Salomone (3), Alfio Basile - Héctor Yazalde                        |
| 6 października 1968 | Los Andes Buenos Aires – Boca Juniors 1:1 Emir Scianda - Antonio Rattín                                                  |
| 6 października 1968 | San Lorenzo de Almagro – CA Huracán 3:1 Oscar Calics, Roberto Telch, Carlos Veglio - Miguel A. Loayza                    |
| 6 października 1968 | CA Vélez Sarsfield – Rosario Central 4:2 Mario Nogara, Carlos Bianchi (2), Omar Wehbe - Raúl Castronovo, Roberto Gramajo |
| 6 października 1968 | Estudiantes La Plata – CA Colón 0:3 Alberto Tardivo, Julio Correa, Carlos A. Colman                                      |
| 6 października 1968 | River Plate – Club Atlético Lanús 3:0 Oscar Más, Daniel Onega, Ermindo Onega                                             |
| 6 października 1968 | Belgrano Córdoba – Huracán Bahía Blanca 2:2 Luis Cornejo, Juan C. Mamelli - Enrique Magagna (2)                          |
| 6 października 1968 | San Martín Tucumán – Independiente Rivadavia Mendoza 0:0                                                                 |

### Kolejka 6
| Data                 | Mecz |
| -------------------- | --- |
| 11 października 1968 | Boca Juniors – CA Vélez Sarsfield 1:0 Ángel C. Rojas mecz rozegrany został na stadionie klubu Racing Club de Avellaneda                                                                        |
| 13 października 1968 | Huracán Bahía Blanca – Racing Club de Avellaneda 2:3 Enrique Magagna (2) - Roberto Perfumo, Jaime Martinoli (k), Roberto Salomone mecz rozegrany został na stadionie klubu Olimpo Bahía Blanca |
| 13 października 1968 | Independiente – San Lorenzo de Almagro 1:1 Vicente de la Mata (g) - Héctor Veira mecz rozegrany został na stadionie klubu Racing Club de Avellaneda                                            |
| 13 października 1968 | CA Colón – River Plate 1:1 Agustín Balbuena - Jorge Solari |
| 13 października 1968 | Rosario Central – Los Andes Buenos Aires 1:0 Alberto J. Gómez |
| 13 października 1968 | CA Huracán – San Martín Tucumán 7:1 Hugo Tedesco, Edemil Araquem de Melo (4, 1k), Jorge Olmedo, Miguel A. Loayza - José Meija                                                                  |
| 13 października 1968 | Independiente Rivadavia Mendoza – Belgrano Córdoba 1:1 José A. Cabral - Juan C. Mamelli |
| 13 listopada 1968    | Club Atlético Lanús – Estudiantes La Plata 0:0 |

### Kolejka 7
| Data                 | Mecz |
| -------------------- | --- |
| 18 października 1968 | River Plate – Rosario Central 3:2 Jorge Recio (2), Daniel Onega - Luis A. Giribet, Raúl Castronovo mecz rozegrany został na stadionie klubu San Lorenzo de Almagro |
| 20 października 1968 | Racing Club de Avellaneda – CA Huracán 1:0 Roberto Salomone |
| 20 października 1968 | San Lorenzo de Almagro – Independiente Rivadavia Mendoza 1:1 Carlos Veglio - Osvaldo Lamelza                                                                       |
| 20 października 1968 | CA Vélez Sarsfield – Club Atlético Lanús 2:0 Carlos Bianchi, Mario Nogara                                                                                          |
| 20 października 1968 | Belgrano Córdoba – Independiente 0:0 |
| 20 października 1968 | Huracán Bahía Blanca – San Martín Tucumán 1:0 Hugo Rosales mecz rozegrany został na stadionie klubu Olimpo Bahía Blanca                                            |
| 21 października 1968 | Los Andes Buenos Aires – CA Colón 1:0 Alfredo Obberti mecz rozegrany został na stadionie klubu CA Banfield                                                         |
| 20 listopada 1968    | Estudiantes La Plata – Boca Juniors 0:1 Rubén Suñe (k) |

### Kolejka 8
| Data                 | Mecz |
| -------------------- | --- |
| 25 października 1968 | Independiente – Huracán Bahía Blanca 8:0 Roberto A. Tarabini (3), Omar J. Diéguez (3), Héctor Yazalde, Vicente de la Mata (g) mecz rozegrany został na stadionie klubu Racing Club de Avellaneda |
| 27 października 1968 | Boca Juniors – River Plate 3:1 Ángel C. Rojas, Oscar Pianetti (2) - Oscar Más (k) |
| 27 października 1968 | Independiente Rivadavia Mendoza – Racing Club de Avellaneda 1:4 Mario Herrera - Roberto Salomone, Jaime Martinoli (2), Juan C. Cárdenas                                                          |
| 27 października 1968 | CA Vélez Sarsfield – Estudiantes La Plata 3:0 Omar Wehbe (2, 1k), José Solórzano |
| 27 października 1968 | San Martín Tucumán – San Lorenzo de Almagro 0:0 |
| 27 października 1968 | CA Huracán – Belgrano Córdoba 4:4 Edemil Araquem de Melo, Luis A. Vera Díaz, Isidro Caffaratti s, Alberto Dopacio - Juan C. Mamelli (2), José O. Reinaldi, Luis Cornejo                          |
| 27 października 1968 | CA Colón – Rosario Central 0:2 Aurelio Pascuttini, Luis A. Giribet |
| 28 października 1968 | Club Atlético Lanús – Los Andes Buenos Aires 1:1 Jorge Vicente - Emir Scianda mecz rozegrany został na stadionie klubu CA Banfield                                                               |

### Kolejka 9
| Data             | Mecz |
| ---------------- | --- |
| 3 listopada 1968 | San Lorenzo de Almagro – Racing Club de Avellaneda 1:1 Victorio Cocco - Roberto Salomone                                                                               |
| 3 listopada 1968 | Rosario Central – Boca Juniors 0:0 |
| 3 listopada 1968 | River Plate – Estudiantes La Plata 2:1 Jorge Recio, Daniel Onega - Juan Echecopar                                                                                      |
| 3 listopada 1968 | CA Colón – Club Atlético Lanús 2:0 Juan Ceballo, Armando Maraque |
| 3 listopada 1968 | Belgrano Córdoba – San Martín Tucumán 4:2 José O. Reinaldi (3), Luis Cornejo (k) - José M. Sánchez, José Meija                                                         |
| 3 listopada 1968 | Huracán Bahía Blanca – CA Huracán 0:3 Jorge Olmedo, Edemil Araquem de Melo, Luis A. Vera Díaz mecz rozegrany został na stadionie klubu Olimpo Bahía Blanca             |
| 4 listopada 1968 | Independiente – Independiente Rivadavia Mendoza 4:0 Raúl Savoy (2), Héctor Yazalde, Omar J. Diéguez mecz rozegrany został na stadionie klubu Racing Club de Avellaneda |
| 5 listopada 1968 | Los Andes Buenos Aires – CA Vélez Sarsfield 0:0 mecz rozegrany został na stadionie klubu CA Banfield                                                                   |

### Kolejka 10
| Data              | Mecz |
| ----------------- | --- |
| 10 listopada 1968 | Racing Club de Avellaneda – Belgrano Córdoba 0:0                                                                                      |
| 10 listopada 1968 | CA Vélez Sarsfield – River Plate 2:1 Omar Wehbe, José Solórzano - Oscar Más (k)                                                       |
| 10 listopada 1968 | Estudiantes La Plata – Los Andes Buenos Aires 2:3 Rodolfo Fucceneco, Juan Echecopar - Alfredo Obberti (3)                             |
| 10 listopada 1968 | Club Atlético Lanús – Rosario Central 1:4 Ángel Silva - Raúl Castronovo (3), Jorge J. González                                        |
| 10 listopada 1968 | San Martín Tucumán – Independiente 2:0 Julio Rey (2)                                                                                  |
| 10 listopada 1968 | Boca Juniors – CA Colón 3:0 Nicolás Novello, Antonio Cabrera, Oscar Pianetti                                                          |
| 10 listopada 1968 | Independiente Rivadavia Mendoza – CA Huracán 2:0 Osvaldo Lamelza, José A. Cabral                                                      |
| 11 listopada 1968 | San Lorenzo de Almagro – Huracán Bahía Blanca 3:2 Rodolfo Fischer, Carlos Veglio, Rafael Albrecht (k) - Hugo Rosales, Enrique Magagna |

### Kolejka 11
| Data              | Mecz |
| ----------------- | --- |
| 15 listopada 1968 | Racing Club de Avellaneda – San Martín Tucumán 4:0 Roberto Salomone, Alfio Basile, Juan C. Cárdenas, Jaime Martinoli                                          |
| 17 listopada 1968 | River Plate – Los Andes Buenos Aires 1:0 Oscar Más |
| 17 listopada 1968 | Club Atlético Lanús – Boca Juniors 1:1 Jorge Vicente - Ángel C. Rojas                                                                                         |
| 17 listopada 1968 | CA Colón – CA Vélez Sarsfield 3:1 Orlando Medina, Juan Ceballo (2) - Omar Wehbe                                                                               |
| 17 listopada 1968 | Belgrano Córdoba – San Lorenzo de Almagro 2:1 Luis Cornejo, Juan C. Mamelli - Narciso Doval                                                                   |
| 17 listopada 1968 | Huracán Bahía Blanca – Independiente Rivadavia Mendoza 1:1 Jorge Solís - Osvaldo Lamelza mecz rozegrany został na stadionie klubu Olimpo Bahía Blanca         |
| 17 listopada 1968 | Rosario Central – Estudiantes La Plata 3:0 Raúl Castronovo, Luis A. Giribet, Alberto J. Gómez                                                                 |
| 18 listopada 1968 | CA Huracán – Independiente 3:1 Edemil Araquem de Melo (2, 1k), Miguel A. Loayza - Raúl Bernao mecz rozegrany został na stadionie klubu San Lorenzo de Almagro |

### Kolejka 12
| Data              | Mecz |
| ----------------- | --- |
| 24 listopada 1968 | Los Andes Buenos Aires – Racing Club de Avellaneda 1:1 Alfredo Obberti - Jaime Martinoli |
| 24 listopada 1968 | Boca Juniors – CA Huracán 2:0 Antonio Rattín, Antonio Cabrera |
| 24 listopada 1968 | Independiente – CA Vélez Sarsfield 2:5 Horacio Ibáñez, Ricardo E. Pavoni - Mario Nogara (2), Omar Wehbe (2, 1k), Daniel Willington mecz rozegrany został na stadionie klubu Racing Club de Avellaneda |
| 24 listopada 1968 | Huracán Bahía Blanca – Club Atlético Lanús 0:3 Bernardo Acosta (2), Héctor Minitti mecz rozegrany został na stadionie klubu Olimpo Bahía Blanca                                                       |
| 24 listopada 1968 | Rosario Central – Independiente Rivadavia Mendoza 1:0 Luis A. Giribet (k) |
| 24 listopada 1968 | San Lorenzo de Almagro – CA Colón 3:1 Antonio García Ameijenda, Narciso Doval, Victorio Cocco - Alberto Tardivo                                                                                       |
| 25 listopada 1968 | Estudiantes La Plata – San Martín Tucumán 2:0 Eduardo Flores, Juan R. Verón |
| 26 listopada 1968 | Belgrano Córdoba – River Plate 0:3 Roberto Gutiérrez, Jorge Recio, Oscar Más |

### Kolejka 13
| Data           | Mecz |
| -------------- | --- |
| 1 grudnia 1968 | CA Vélez Sarsfield – Huracán Bahía Blanca 11:0 Omar Wehbe (5, 1k), José L. Luna (4), José Solórzano, Carlos Bianchi                |
| 1 grudnia 1968 | Racing Club de Avellaneda – Estudiantes La Plata 3:1 Alfio Basile (2), Jaime Martinoli (k) - Eduardo Flores (k)                    |
| 1 grudnia 1968 | River Plate – San Lorenzo de Almagro 2:2 Luis Cubilla, Oscar Más (k) - Narciso Doval, Rodolfo Fischer                              |
| 1 grudnia 1968 | Independiente Rivadavia Mendoza – Boca Juniors 1:1 Juan A. Pastorini - Rubén Suñé (k)                                              |
| 1 grudnia 1968 | CA Huracán – Rosario Central 1:1 Miguel A. Loayza - Luis A. Giribet (k)                                                            |
| 1 grudnia 1968 | CA Colón – Belgrano Córdoba 1:0 Agustín Balbuena                                                                                   |
| 1 grudnia 1968 | San Martín Tucumán – Los Andes Buenos Aires 0:2 Alfredo Obberti (2)                                                                |
| 2 grudnia 1968 | Club Atlético Lanús – Independiente 1:1 Juan J. De Mario (k) - Héctor Yazalde mecz rozegrany został na stadionie klubu CA Banfield |

### Kolejka 14
| Data           | Mecz |
| -------------- | --- |
| 6 grudnia 1968 | CA Huracán – Club Atlético Lanús 2:1 Edemil Araquem de Melo, Tito Gómez - Bernardo Acosta mecz rozegrany został na stadionie klubu San Lorenzo de Almagro |
| 7 grudnia 1968 | Huracán Bahía Blanca – Rosario Central 0:4 Juan C. Fiore s, Enzo Gennoni (2), Raúl Castronovo mecz rozegrany został na stadionie klubu Olimpo Bahía Blanca |
| 8 grudnia 1968 | CA Colón – Racing Club de Avellaneda 4:2 Alberto Tardivo, Orlando Medina, Jorge Sanitá, Agustín Balbuena - Jaime Martinoli, Roberto Perfumo |
| 8 grudnia 1968 | Independiente – Boca Juniors 1:0 Roberto A. Tarabini mecz rozegrany został na stadionie klubu Racing Club de Avellaneda |
| 8 grudnia 1968 | River Plate – San Martín Tucumán 5:1 Daniel Onega (2), Roberto Gutiérrez, Luis Cubilla, Jorge Recio - José M. Sánchez |
| 8 grudnia 1968 | Independiente Rivadavia Mendoza – CA Vélez Sarsfield 0:1 Omar Wehbe |
| 8 grudnia 1968 | Los Andes Buenos Aires – Belgrano Córdoba 4:1 Abel Da Graca (2), Aldo Villagra, Rubén A. Zárate - José O. Reinaldi według historiayfutbol mecz rozegrany został na stadionie klubu Los Andes, natomiast według RSSSF mecz rozegrany został na stadionie klubu Belgrano Córdoba |
| 9 grudnia 1968 | Estudiantes La Plata – San Lorenzo de Almagro 1:2 Eduardo Flores (k) - Héctor Veira, Narciso Doval (k) |

### Kolejka 15
| Data            | Mecz |
| --------------- | --- |
| 12 grudnia 1968 | Belgrano Córdoba – Estudiantes La Plata 3:2 Rafael Palacios (2, 1k), Omar Dalombo - Humberto Zuccarelli, Juan Taverna mecz rozegrany został na stadionie klubu Talleres Córdoba |
| 13 grudnia 1968 | Rosario Central – Independiente 3:0 Luis A. Giribet, Carlos Griguol (2) |
| 13 grudnia 1968 | San Martín Tucumán – CA Colón 2:3 José M. Sánchez, José Meija - Agustín Balbuena, Juan Ceballo, Alberto Tardivo                                                                 |
| 15 grudnia 1968 | Racing Club de Avellaneda – River Plate 1:1 Alfio Basile - Daniel Onega |
| 15 grudnia 1968 | CA Vélez Sarsfield – CA Huracán 2:0 José Solórzano, Mario Nogara |
| 15 grudnia 1968 | Boca Juniors – Huracán Bahía Blanca 8:0 Antonio Cabrera, Norberto Madurga, Rubén Suñe (2, 1k), Miguel Nicolau (3), Antonio Rattín                                               |
| 15 grudnia 1968 | Club Atlético Lanús – Independiente Rivadavia Mendoza 2:0 Jorge Vicente (k), Héctor Minitti                                                                                     |
| 16 grudnia 1968 | San Lorenzo de Almagro – Los Andes Buenos Aires 3:2 Héctor Veira, Rodolfo Fischer (2) - Aldo Villagra (2)                                                                       |

### Końcowa tabela Nacional 1968
| Poz | Klub                            | Mecze | Zw | Rem | Por | Pkt | BrZd | BrStr |
| --- | ------------------------------- | ----- | -- | --- | --- | --- | ---- | ----- |
| 1   | CA Vélez Sarsfield              | 15    | 10 | 2   | 3   | 22  | 39   | 14    |
| 2   | River Plate                     | 15    | 9  | 4   | 2   | 22  | 35   | 15    |
| 3   | Racing Club de Avellaneda       | 15    | 8  | 6   | 1   | 22  | 29   | 15    |
| 4   | Rosario Central                 | 15    | 9  | 3   | 3   | 21  | 28   | 11    |
| 5   | Boca Juniors                    | 15    | 8  | 5   | 2   | 21  | 25   | 7     |
| 6   | CA Colón                        | 15    | 8  | 3   | 4   | 19  | 26   | 19    |
| 7   | San Lorenzo de Almagro          | 15    | 6  | 6   | 3   | 18  | 24   | 20    |
| 8   | Los Andes Buenos Aires          | 15    | 6  | 5   | 4   | 17  | 22   | 15    |
| 9   | CA Huracán                      | 15    | 5  | 3   | 7   | 13  | 23   | 22    |
| 10  | Belgrano Córdoba                | 15    | 3  | 7   | 5   | 13  | 20   | 27    |
| 11  | Independiente                   | 15    | 4  | 4   | 7   | 12  | 26   | 25    |
| 12  | Club Atlético Lanús             | 15    | 2  | 7   | 6   | 11  | 15   | 22    |
| 13  | Independiente Rivadavia Mendoza | 15    | 1  | 7   | 7   | 9   | 8    | 25    |
| 14  | Estudiantes La Plata            | 15    | 3  | 1   | 11  | 7   | 12   | 26    |
| 15  | San Martín Tucumán              | 15    | 2  | 3   | 10  | 7   | 11   | 34    |
| 16  | Huracán Bahía Blanca            | 15    | 2  | 2   | 11  | 6   | 11   | 57    |

### Baraże mistrzowskie
Wobec równej liczby punktów trzech najlepszych klubów konieczne było rozegranie turnieju barażowego.
| Data            | Mecz |
| --------------- | --- |
| 19 grudnia 1968 | River Plate – Racing Club de Avellaneda 2:0 Jorge Dominichi, Oscar Más mecz rozegrany został na stadionie klubu San Lorenzo de Almagro |
| 22 grudnia 1968 | River Plate – CA Vélez Sarsfield 1:1 Daniel Onega - José L. Luna mecz rozegrany został na stadionie klubu San Lorenzo de Almagro |
| 29 grudnia 1968 | Racing Club de Avellaneda – CA Vélez Sarsfield 2:4 (1:1) mecz rozegrany został na stadionie klubu San Lorenzo de Almagro Widzowie: 26 807 Sędzia: Jorge Álvarez. Bramki: 0:1 Antonio Roberto Moreyra 3, 1:1 Humberto Dionisio Maschio 23, 1:2 Omar Wehbe 55, 1:3 Omar Wehbe 81, 2:3 Jaime Donald Martinoli 88, 2:4 Omar Wehbe 89k Racing Club de Avellaneda: Agustín Mario Cejas (k) – Roberto Alfredo Perfumo, Rubén Osvaldo Díaz, Nelson Pedro Chabay, Miguel Ángel Mori, Alfio Basile, Jaime Donald Martinoli, Juan Carlos Rulli, Juan Carlos Cárdenas, Roberto Marcelo Salomone, Humberto Dionisio Maschio. Trener: Juan José Pizzuti. Club Atlético Vélez Sarsfield: José Miguel Marín – Iselín Santos Ovejero (k), Luis María Atela, Luis Gregorio Gallo, José Demetrio Solórzano, Eduardo Enrique Zóttola, José Luis Luna, Antonio Roberto Moreyra, Omar Wehbe, Daniel Alberto Willington, Mario Lorenzo Nogara (45 Carlos Bianchi). Trener: Manuel Ernesto Giúdice |

### Tabela mistrzowska
| Poz | Klub                      | Mecze | Zw | Rem | Por | Pkt | BrZd | BrStr |
| --- | ------------------------- | ----- | -- | --- | --- | --- | ---- | ----- |
| 1   | CA Vélez Sarsfield        | 2     | 1  | 1   | 0   | 3   | 5    | 3     |
| 2   | River Plate               | 2     | 1  | 1   | 0   | 3   | 3    | 1     |
| 3   | Racing Club de Avellaneda | 2     | 0  | 0   | 2   | 0   | 2    | 6     |

Mistrzem Argentyny Nacional w roku 1968 został klub CA Vélez Sarsfield, a wicemistrzem Argentyny Nacional – River Plate. Oba kluby zakwalifikowały się do Copa Libertadores 1969.

### Klasyfikacja strzelców bramek Nacional 1968
| Gole | Piłkarz          | Klub                      |
| ---- | ---------------- | ------------------------- |
| 13   | Omar Wehbe       | CA Vélez Sarsfield        |
| 10   | Araquem de Melo  | CA Huracán                |
| 10   | Alfredo Obberti  | Los Andes Buenos Aires    |
| 9    | Roberto Salomone | Racing Club de Avellaneda |
| 8    | Oscar Más        | River Plate               |
| 8    | Daniel Onega     | River Plate               |

## Torneo Promocional
W Torneo Promocional wzięły udział cztery kluby z ligi Metropolitano oraz cztery najlepsze kluby z prowincji, które nie zdołały zakwalifikować się do pierwszej ligi argentyńskiej Nacional.

### Promocional 1
| Data             | Mecz |
| ---------------- | --- |
| 26 sierpnia 1968 | Argentinos Juniors – San Lorenzo Mar del Plata 2:1                                                          |
| 30 sierpnia 1968 | Chacarita Juniors – Central Córdoba Santiago del Estero 1:1 mecz rozegrany został na stadionie klubu Racing |
| 1 września 1968  | Huracán Corrientes – Newell’s Old Boys 0:3                                                                  |
| 1 września 1968  | San Martín San Juan – CA Banfield 2:2                                                                       |

### Promocional 2
| Data            | Mecz |
| --------------- | --- |
| 8 września 1968 | CA Banfield – Chacarita Juniors 2:1 Carlos A. Bulla, Oscar Cáceres - Leonardo Recúpero                                                               |
| 8 września 1968 | Central Córdoba Santiago del Estero – Huracán Corrientes 4:1                                                                                         |
| 8 września 1968 | Newell’s Old Boys – Argentinos Juniors 2:1 Roberto Aguirre, Roque Avallay - Olindo Guzmán                                                            |
| 8 września 1968 | San Lorenzo Mar del Plata – San Martín San Juan 0:1 Carlos Diz mecz rozegrany został na stadionie klubu Club Atlético Nación w mieście Mar del Plata |

### Promocional 3
| Data             | Mecz |
| ---------------- | --- |
| 15 września 1968 | Argentinos Juniors – Central Córdoba Santiago del Estero 1:0 Roberto Puppo |
| 15 września 1968 | Chacarita Juniors – San Lorenzo Mar del Plata 3:2 Oscar Amarilla, Ángel Marcos (2) - Héctor R. Arce, Eduardo Restivo                                                                           |
| 15 września 1968 | Huracán Corrientes – CA Banfield 0:1 Carlos A. Bulla mecz rozegrany został na stadionie klubu Lipton mecz przerwano w 43 minucie – 26 września postanowiono, że wynik meczu zostanie utrzymany |
| 15 września 1968 | San Martín San Juan – Newell’s Old Boys 2:1 Washington Molina, Ríos k - Roque Avallay |

### Promocional 4
| Data             | Mecz |
| ---------------- | --- |
| 22 września 1968 | CA Banfield – Argentinos Juniors 4:1 Oscar Cáceres, Luis Maidana, Carlos A. Bulla (2) - Roberto Puppo                                    |
| 22 września 1968 | San Lorenzo Mar del Plata – Huracán Corrientes 3:1 mecz rozegrany został na stadionie klubu Club Atlético Nación w mieście Mar del Plata |
| 22 września 1968 | Central Córdoba Santiago del Estero – San Martín San Juan 0:3                                                                            |
| 22 września 1968 | Newell’s Old Boys – Chacarita Juniors 1:0 Roque Avallay                                                                                  |

### Promocional 5
| Data             | Mecz |
| ---------------- | --- |
| 29 września 1968 | Argentinos Juniors – Huracán Corrientes 1:1 Jorge Coch - Ramón O. Martínez |
| 29 września 1968 | Central Córdoba Santiago del Estero – CA Banfield 1:1 Luis Córdoba - Fernando Parenti |
| 29 września 1968 | Chacarita Juniors – San Martín San Juan 3:1 Carlos M. García Cambón (2), Oscar Amarilla - Juan J. Pérez                                                                                        |
| 29 września 1968 | San Lorenzo Mar del Plata – Newell’s Old Boys 0:4 Roque Avallay (2), Heraldo Bezerra, Julio C. Fernández mecz rozegrany został na stadionie klubu Club Atlético Nación w mieście Mar del Plata |

### Promocional 6
| Data                | Mecz                                                                                       |
| ------------------- | ------------------------------------------------------------------------------------------ |
| 6 października 1968 | CA Banfield – San Lorenzo Mar del Plata 2:0 Rubén Bertulessi, Oscar Cáceres                |
| 6 października 1968 | San Martín San Juan – Argentinos Juniors 0:0                                               |
| 7 października 1968 | Chacarita Juniors – Huracán Corrientes 8:0 mecz rozegrany został na stadionie klubu Racing |
| 7 października 1968 | Newell’s Old Boys – Central Córdoba Santiago del Estero 3:2                                |

### Promocional 7
| Data                 | Mecz |
| -------------------- | --- |
| 12 października 1968 | Argentinos Juniors – Chacarita Juniors 3:2 Olindo Guzmán (2), Jorge Coch - Oscar Amarilla, Carlos M. García Cambón mecz rozegrany został na stadionie klubu San Lorenzo de Almagro |
| 13 października 1968 | Huracán Corrientes – San Martín San Juan 2:3 mecz rozegrany został na stadionie klubu Alvear                                                                                       |
| 13 października 1968 | San Lorenzo Mar del Plata – Central Córdoba Santiago del Estero 0:2 mecz rozegrany został na stadionie klubu Nación                                                                |
| 14 października 1968 | Newell’s Old Boys – CA Banfield 2:1 |

### Promocional 8
| Data                 | Mecz |
| -------------------- | --- |
| 20 października 1968 | CA Banfield – San Martín San Juan 5:1 |
| 20 października 1968 | Central Córdoba Santiago del Estero – Chacarita Juniors 1:2                                                                              |
| 20 października 1968 | Newell’s Old Boys – Huracán Corrientes 1:0                                                                                               |
| 20 października 1968 | San Lorenzo Mar del Plata – Argentinos Juniors 1:1 mecz rozegrany został na stadionie klubu Club Atlético Nación w mieście Mar del Plata |

### Promocional 9
| Data                 | Mecz |
| -------------------- | --- |
| 27 października 1968 | Argentinos Juniors – Newell’s Old Boys 0:0                                                                   |
| 27 października 1968 | Chacarita Juniors – CA Banfield 1:1 Ángel Marcos - Carlos A. Bulla                                           |
| 27 października 1968 | Huracán Corrientes – Central Córdoba Santiago del Estero 0:0 mecz rozegrany został na stadionie klubu Alvear |
| 27 października 1968 | San Martín San Juan – San Lorenzo Mar del Plata 4:1 Muñiz, Juan J. Pérez (2), Cervera - Muñiz s              |

### Promocional 10
| Data             | Mecz |
| ---------------- | --- |
| 2 listopada 1968 | Newell’s Old Boys – San Martín San Juan 2:0 |
| 3 listopada 1968 | CA Banfield – Huracán Corrientes 3:1 Carlos A. Bulla (2), Oscar Cáceres - Ausberto González                                                                            |
| 3 listopada 1968 | Central Córdoba Santiago del Estero – Argentinos Juniors 0:1 |
| 3 listopada 1968 | San Lorenzo Mar del Plata – Chacarita Juniors 1:1 Eduardo Restivo - Ángel Marcos mecz rozegrany został na stadionie klubu Club Atlético Nación w mieście Mar del Plata |

### Promocional 11
| Data              | Mecz                                                                                                 |
| ----------------- | --- |
| 8 listopada 1968  | Argentinos Juniors – CA Banfield 0:2 mecz rozegrany został na stadionie klubu San Lorenzo de Almagro |
| 10 listopada 1968 | Chacarita Juniors – Newell’s Old Boys 1:0                                                            |
| 10 listopada 1968 | Huracán Corrientes – San Lorenzo Mar del Plata 1:0 mecz rozegrany został na stadionie klubu Alvear   |
| 10 listopada 1968 | San Martín San Juan – Central Córdoba Santiago del Estero 1:0                                        |

### Promocional 12
| Data              | Mecz                                                                                        |
| ----------------- | ------------------------------------------------------------------------------------------- |
| 16 listopada 1968 | Newell’s Old Boys – San Lorenzo Mar del Plata 7:0                                           |
| 17 listopada 1968 | CA Banfield – Central Córdoba Santiago del Estero 6:0                                       |
| 17 listopada 1968 | Huracán Corrientes – Argentinos Juniors 0:0 mecz rozegrany został na stadionie klubu Alvear |
| 17 listopada 1968 | San Martín San Juan – Chacarita Juniors 1:0                                                 |

### Promocional 13
| Data              | Mecz |
| ----------------- | --- |
| 22 listopada 1968 | Central Córdoba Santiago del Estero – Newell’s Old Boys 0:5                                                                       |
| 24 listopada 1968 | Argentinos Juniors – San Martín San Juan 3:3 mecz rozegrany został na stadionie klubu San Lorenzo de Almagro                      |
| 24 listopada 1968 | Huracán Corrientes – Chacarita Juniors 0:1 mecz rozegrany został na stadionie klubu Lipton                                        |
| 24 listopada 1968 | San Lorenzo Mar del Plata – CA Banfield 0:2 mecz rozegrany został na stadionie klubu Club Atlético Nación w mieście Mar del Plata |

### Promocional 14
| Data              | Mecz                                                                                       |
| ----------------- | ------------------------------------------------------------------------------------------ |
| 30 listopada 1968 | CA Banfield – Newell’s Old Boys 1:0 Miguel A. Converti (g)                                 |
| 30 listopada 1968 | San Martín San Juan – Huracán Corrientes 2:1 Carlos Diz, Juan J. Pérez - Ramón O. Martínez |
| 1 grudnia 1968    | Central Córdoba Santiago del Estero – San Lorenzo Mar del Plata 2:1                        |
| 1 grudnia 1968    | Chacarita Juniors – Argentinos Juniors 2:0 Raúl Poncio, Ángel Marcos                       |

### Tabela końcowa Torneo Promocional
| Poz | Klub                                | Mecze | Zw | Rem | Por | Pkt | BrZd | BrStr |
| --- | ----------------------------------- | ----- | -- | --- | --- | --- | ---- | ----- |
| 1   | CA Banfield                         | 14    | 10 | 3   | 1   | 23  | 33   | 10    |
| 2   | Newell’s Old Boys                   | 14    | 10 | 1   | 3   | 21  | 31   | 8     |
| 3   | San Martín San Juan                 | 14    | 8  | 3   | 3   | 19  | 24   | 20    |
| 4   | Chacarita Juniors                   | 14    | 7  | 3   | 4   | 17  | 26   | 14    |
| 5   | Argentinos Juniors                  | 14    | 4  | 6   | 4   | 14  | 14   | 18    |
| 6   | Central Córdoba Santiago del Estero | 14    | 3  | 3   | 8   | 9   | 13   | 26    |
| 7   | Huracán Corrientes                  | 14    | 1  | 3   | 10  | 5   | 8    | 30    |
| 8   | San Lorenzo Mar del Plata           | 14    | 1  | 2   | 11  | 4   | 10   | 33    |

Zwycięzcą Torneo Promocional został klub CA Banfield.